# Anzani
Anzani (Анцані) — з 1907 року французький, італійський та британський виробник двигунів внутрішнього згоряння, мотоциклів, автомобілів, тракторів та газонокосарок. Штаб-квартира розташована в місті Курбевуа. У 1925 році компанію купує промисловець Чарльз Фокс, у 1927 році - Ерік Бюрт, у 1936 році - компанія Frazer Nash, а у 1961 році - компанія Maidstone Sack & Metal Company. У 1924 році компанія припинила виробництво автомобілів.

## Алессандро Амброджіо Анцані

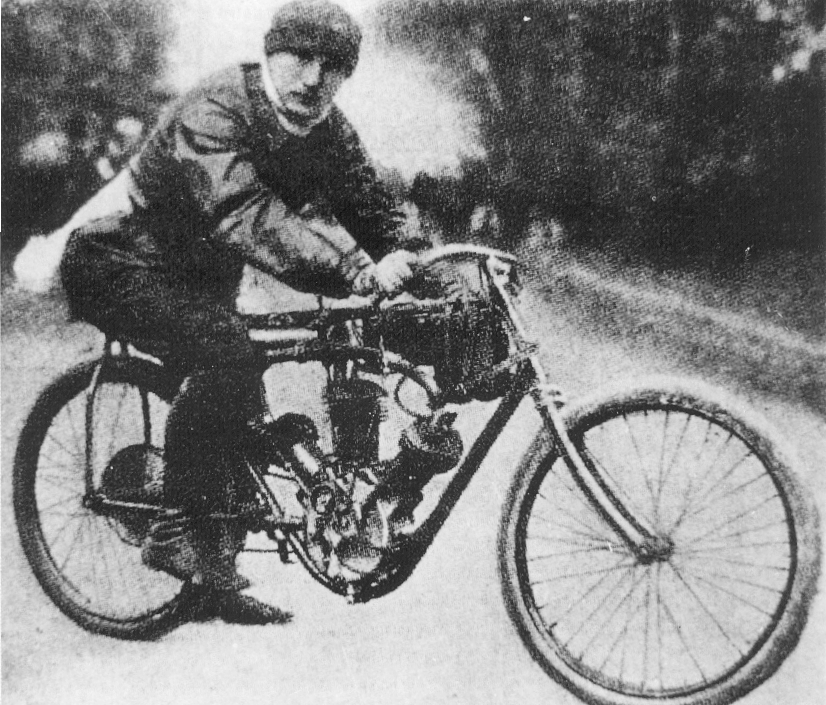
Алессандро Анцані на своєму мотоциклі з двигуном W-3

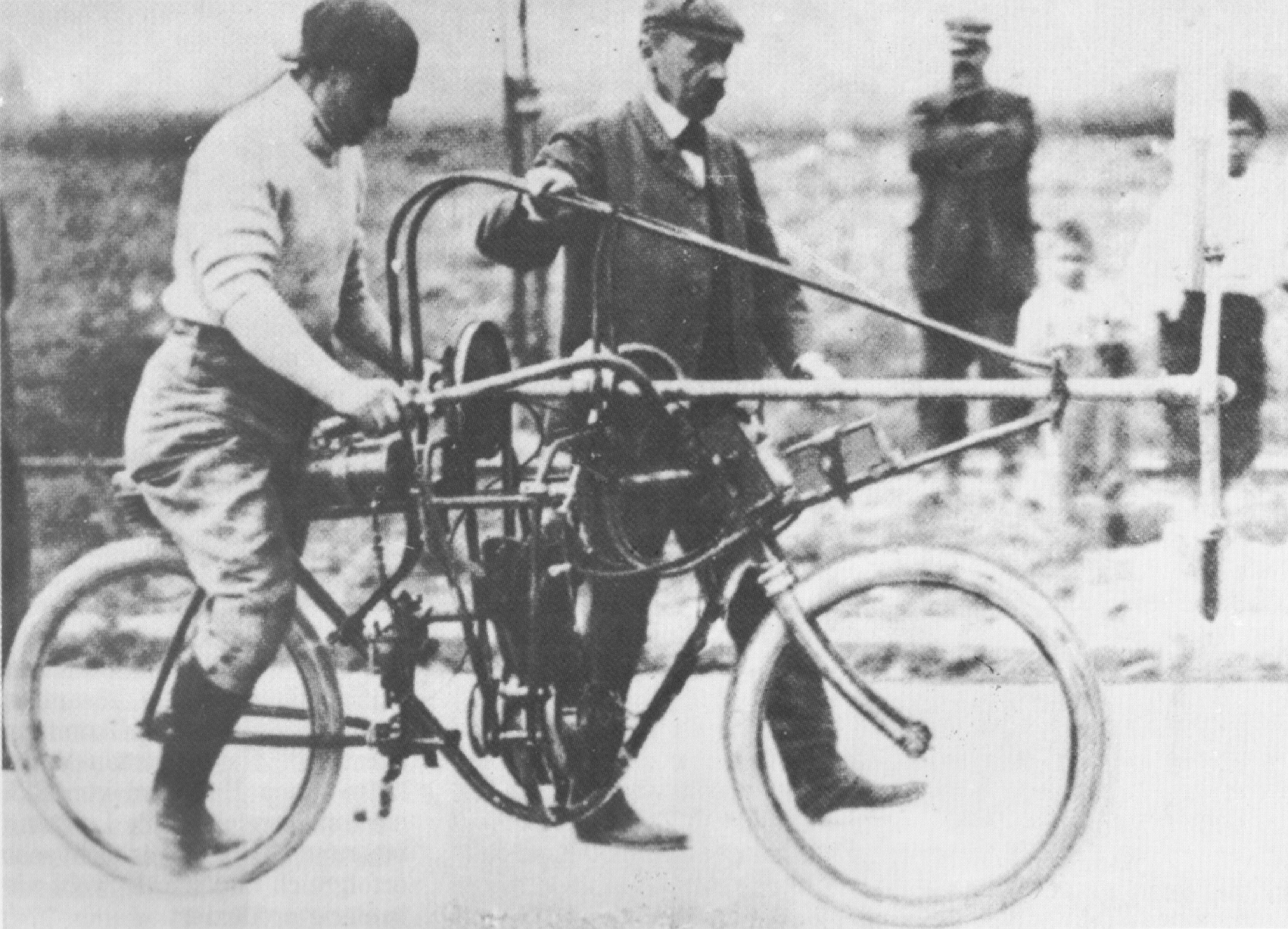
Мотоцикл Anzani з пропелером

Алессандро Амброджіо Анцані (Мілан, 5 грудня 1877 - Мервіль-Франсвіль, 24 липня 1956) був конструктором та інженером з Мілану. Він був піонером у галузі автомобілів, мотоциклів та літаків. Анцані переїхав до Франції у 1900 році, у віці 23 років, де мав дуже коротку кар'єру велосипедиста. Згодом він зустрів Корнета, конструктора з Марселя, який будував мотоцикли в невеликій майстерні. Корнет дав Анцані власну майстерню і завдання побудувати у вільний час двоциліндровий двигун, який був би легшим і потужнішим, ніж будь-який інший двигун того часу. Коли двигун був готовий, Анцані встановив його на раму і відразу взяв участь у змаганнях. У 1905 році він встановив світовий рекорд швидкості 100 км/год, і виграв титул чемпіона світу в Остенде. Успіхи Анцані стали відзначатись у всьому світі, включаючи спортивну пресу. Група фламандських спортивних журналістів разом із тодішнім знаменитим бельгійським гонщиком Яном Олісленгером викликали його на дуель, що відбуделася в Антверпені. Там Анцані на своїй машині розігнався до 110 км/год. До того часу Анзані працював заводським гонщиком у компанії Buchet в Парижі, а також і в майстерні. У 1906 році він покинув Buchet і почав випускати власні мотоцикли. Анцані незабаром зрозумів, що його двигуни також можуть використовуватися авіації, що почала розвиватися, і заснував компанію Anzani Moteurs d 'Aviation.

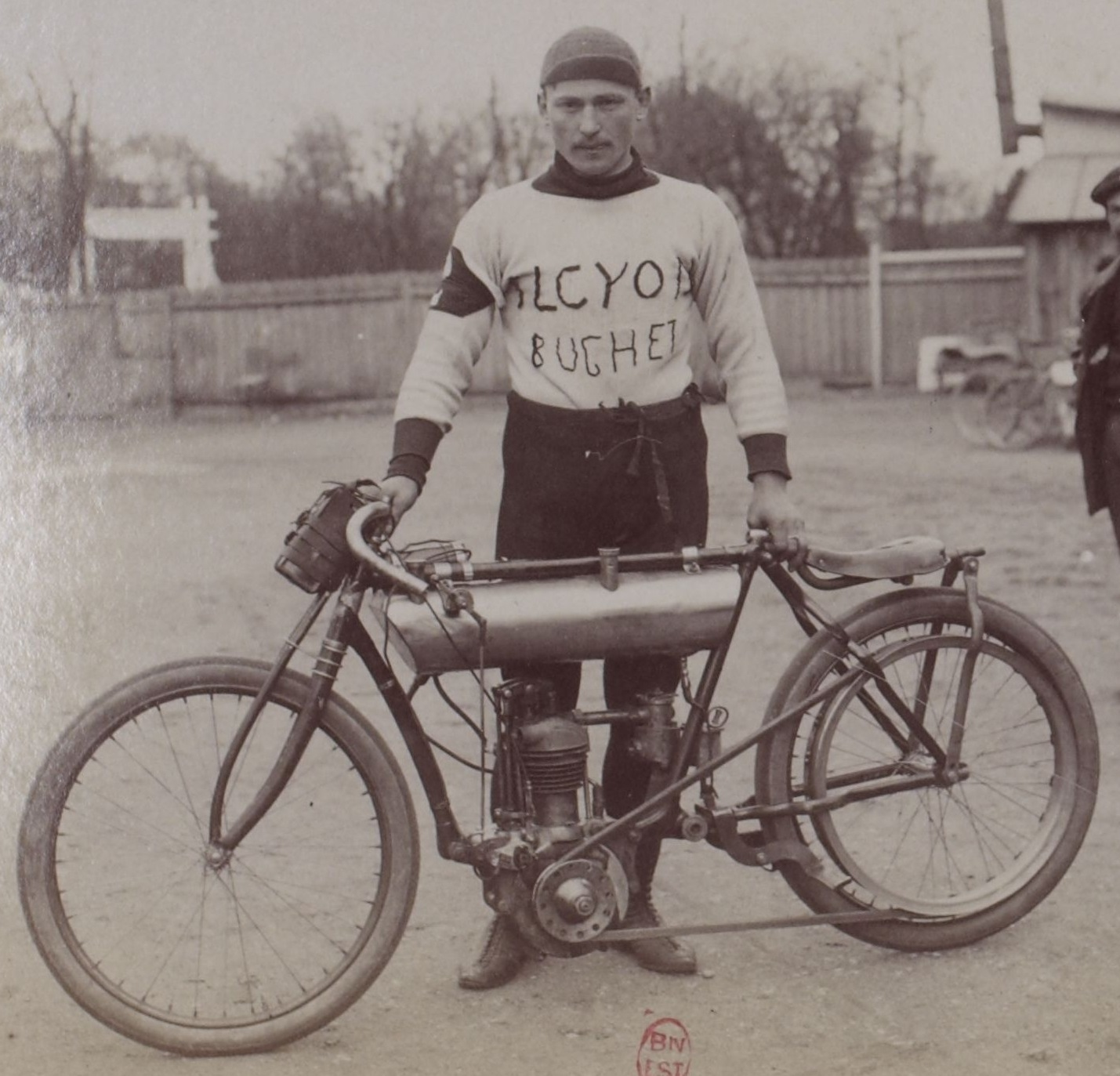
Алессандро Анцані

Сам Анцані часто співпрацював з незалежними компаніями в Італії та Великій Британії. У ранньому періоді авіації двигуни Анцані повинні були відповідати вимогам ваги та потужності, які вимагали такі клієнти, як Луї Блеріо, брати Кодрон та Габріель Вуазен. Коли однакові двигуни постачались як для літальних апаратів, так і для мотоциклів, відбувалось співробітництво з виробником літальних апаратів Curtiss (для якого Анцані виробляв запчастини) та виробником мотоциклів Montgomery.

## Компанія Anzani Moteurs d'Aviation (1907-1927)
Зібравши гроші, працюючи гонщиком, Анцані відкрив невелику власну майстерню в Аньєр-сюр-Сен, біля Парижа. У нього було три співробітники. Перші мотоцикли, що випускалися там, були оснащені двоциліндровими V-подібними двигунами з повітряним охолодженням. Оскільки продовжувалося виробництво двигунів, Анцані таємно розробив човен, обладнаний одним з його двигунів. Замовниками його авіаційних двигунів були такі піонери авіації, як Блеріо та Енріко Форланіні. 
Водний човен був представлений в Монако 18 серпня 1907 року під назвою Anzani Nautilus, на честь корабля Жюля Верна. У 1907 році Анцані заснував компанію Anzani Moteurs d'Aviation у Курбевуа. Також у цій новій, набагато більшій компанії Алессандро Анцані почав потай працювати над авіаційним двигуном. Авіація була тоді ще в зародковому стані, але перші спроби братів Райт та Альберто Сантос-Дюмона надихнули багатьох інженерів, у тому числі Анцані. У той час були обіцяні винагороди за всі види діяльності в авіаційній галузі. Анцані додав третій циліндр до свого двоциліндрового V-подібного двигуна, в результаті чого з'явився знаменитий двигун Anzani W-3. Це був потужний двигун, який також був набагато легшим через відсутність рідинного охолодження, ніж інші автомобільні двигуни, що використовувалися на більшості літаків. Всі авіаційні двигуни Anzani мали повітряне охолодження, що не було проблемою, оскільки всі вони мали радіальне або зіркоподібне розміщення циліндрів. Новий двигун W-3 також був установлений на мотоцикл.

### Співпраця з Луї Блеріо
Коли Анцані почув про намір Луї Блеріо пролетіти через Ла-Манш, він запропонував йому свій двигун W-3. Блеріо був зайнятий розробкою власного двигуна, але потужність, яку видавав цей двигун, була недостатньою, особливо для такої ваги. Крім того, був обіцяний приз у розмірі 25 000 франків тим, хто здійснить цей переліт. У таких змаганнях виробник двигунів вважався важливим учасником. Блеріо виграв кубок Prix de Voyage Cup в Орлеані на своєму літаку Blériot XI. Призові гроші у розмірі 4500 франків розділили наступним чином:
2000 франків для Blériot як виробника літака
1500 франків для Anzani як виробника двигуна
1000 франків для Chaviere як виробника пропелера.

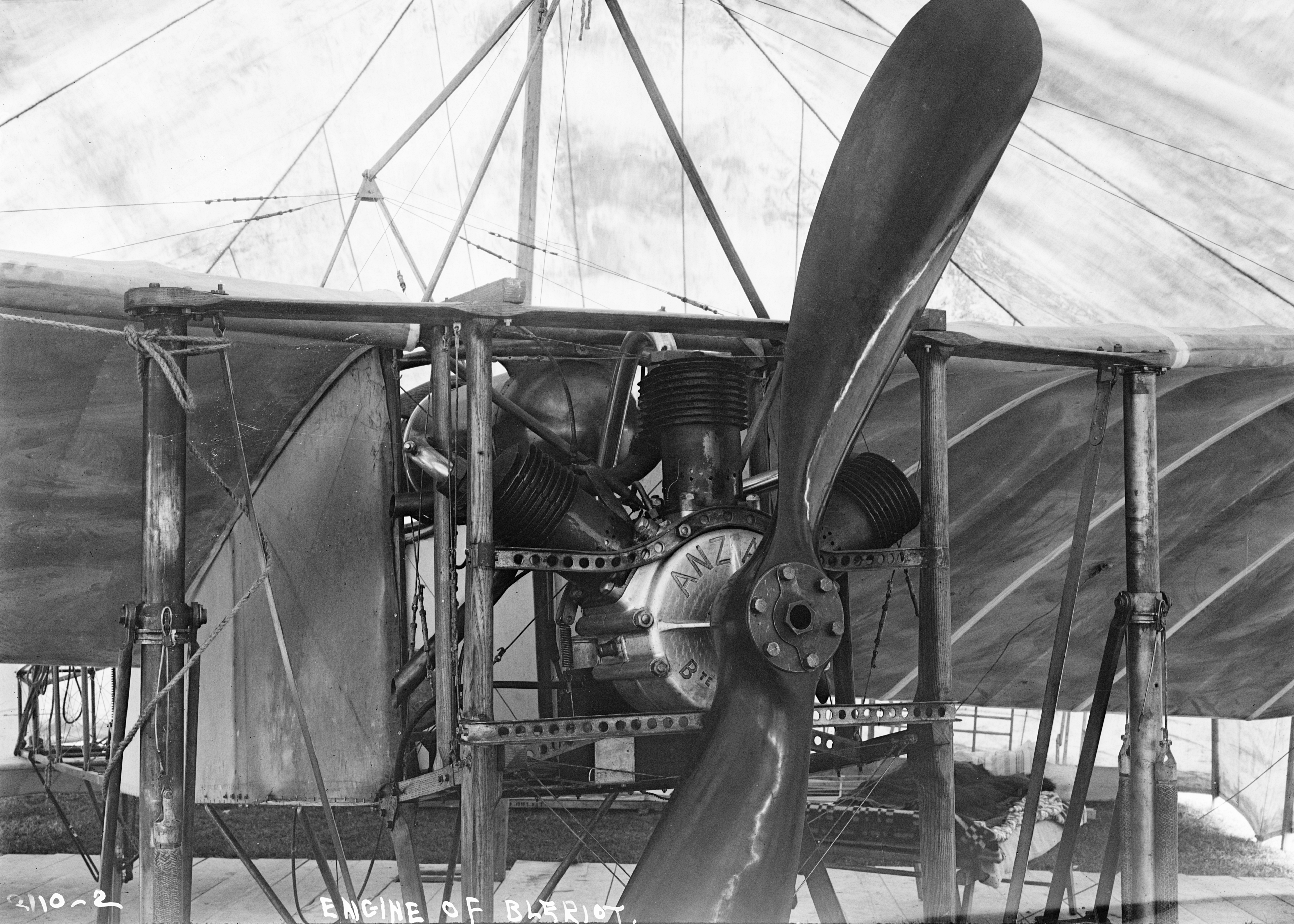
Anzani W-3 на Blériot XI

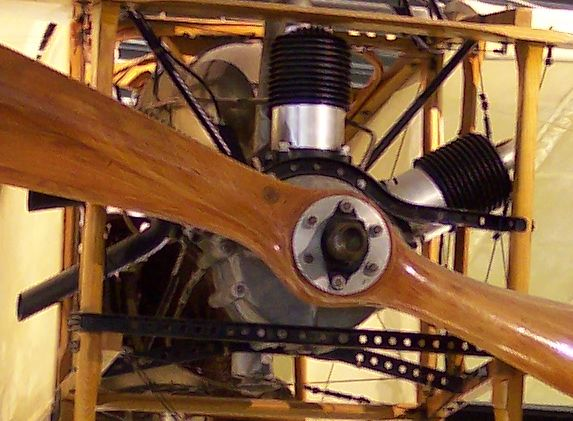
Репліка Anzani W-3

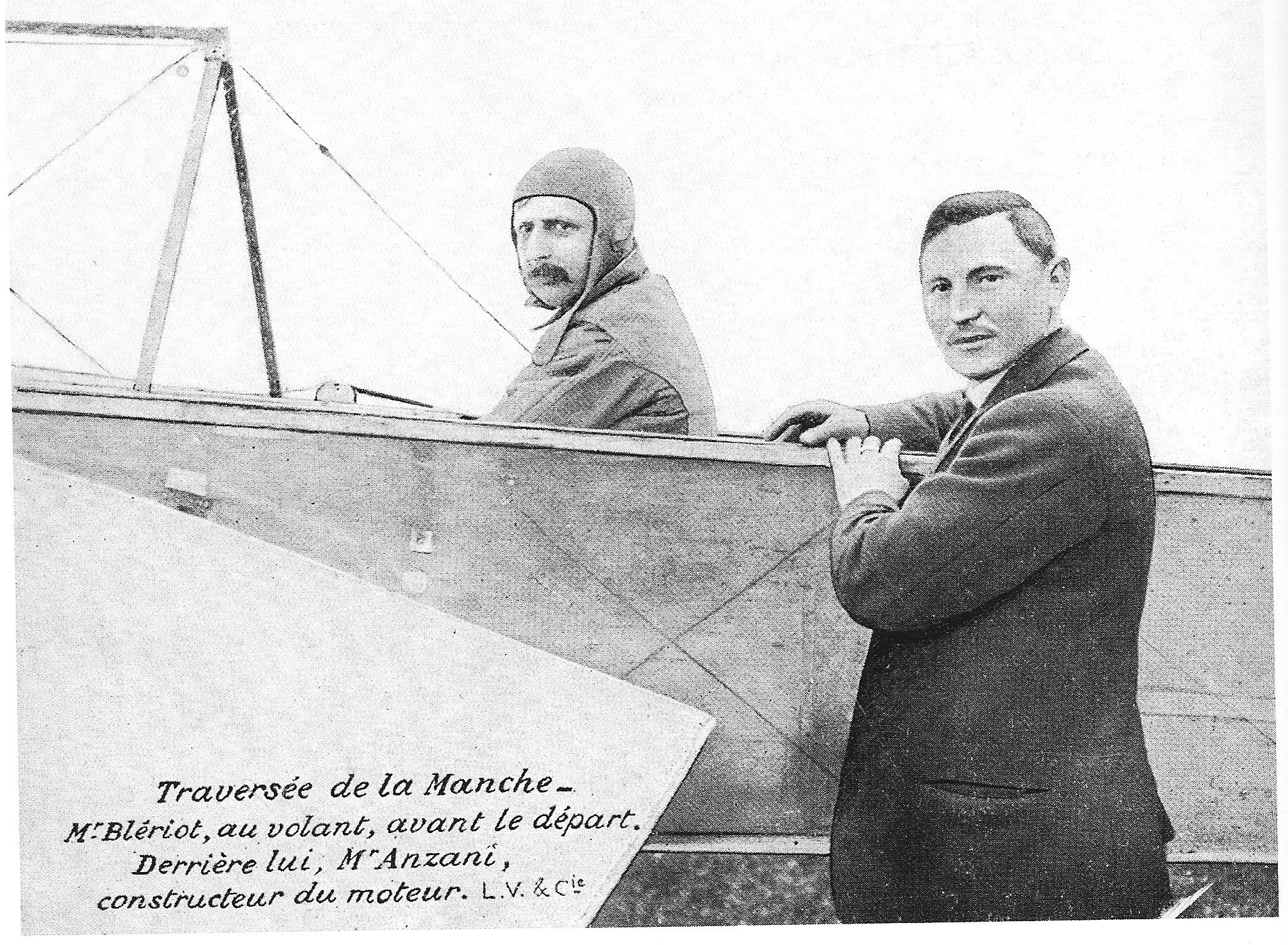
Луї Блеріо та Алессандро Анцані

25 липня 1909 року погода була досить хороша для перельоту в Дувр, але Блеріо почував себе погано після безсонної ночі з переломом. Тоді Анцані сказав: "Якщо Блеріо не летить, то це зроблю я!". Анцані вимагав негайної оплати за свій двигун, знаючи, що у Блеріо немає грошей. Тоді Блеріо вирішив здійснити переліт. Після приземлення та наступних святкувань у Англії Блеріо був визнаний героєм Франції. Але він здійснив цей переліт завдяки його дружині, помічнику Леблану та Алессандро Анцані. Більша частина уваги припала на його двигун, на який посипалися замовлення, і Анцані став багатою людиною.
Анцані широко займався двигунами для літаків і мотоциклів, а також підвісних двигунів. Протягом цього ж періоду Анцані збудував власний літак, шириною 8 метрів і з двигуном W-3. Але він не увінчався успіхом, і тоді Анцані вирішив зосередитися на розробці та виробництві тільки двигунів. У цій галузі у нього була добра репутація, тому він не мав жорсткої конкуренції. Але любов Анцані до авіації ще не закінчилася: він був успішним пілотом, а іноді також демонстрував літаки покупцям. Після розширення виробничих потужностей своєї компанії двома фабриками в Італії, його двигуни стали настільки популярними, що використовувалися всіма виробниками авіаційної промисловості Італії та Франції.

### Виробництво автомобілів
У 1920 році Анцані зайнявся автоспортом. У 1923 році він заснував у Мілані невелику фірму з виробництва легких мікроавтомобілів, що називалися в ті часи "сайклкарами". Вони мали двоциліндрові двигуни його власної конструкції, робочим об'ємом близько 750 см3 та 1098 см3, і брали участь в ряді гонок. У 1924 році виробництво припинилося.
З нагоди 50-річчя з дня свого народження в 1927 році Алессандро Анцані продав свої заводи в Курбевуа, Лондоні та Новарі. Тільки завод у Монці залишився за сентиментальними міркуваннями. Керувати заводом стала Наталі Бакканті.

## Компанія Alessandro Anzani & Co. (1911-1927)

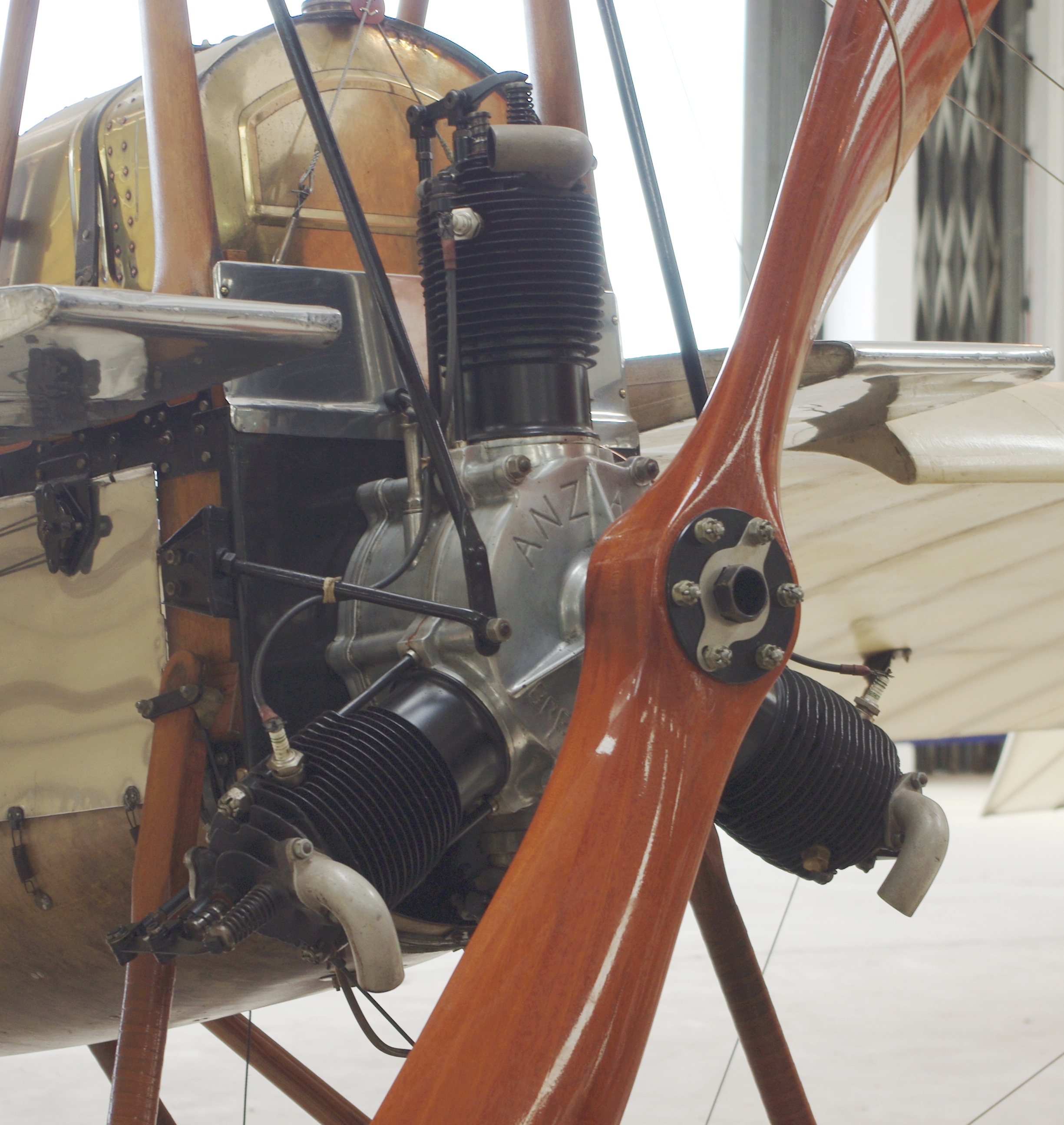
Y-подібний двигун Anzani

У 1911 році Анцані розширив виробничі потужності, побудувавши нову велику фабрику в Курбевуа, а також був відкритий завод у Новарі. Тут виготовляли шестициліндрові зіркоподібні двигуни, потужністю від 50 до 60 кінських сил, і навіть двадцятициліндрові 200-сильні двигуни. У кінцевому підсумку, Анцані пропонував авіадвигуни великого діапазону розмірів і потужності. Він продавав їх за 100 франків за кінську силу, пропонуючи двигуни, потужністю від 15 до 1250 к.с..

## Компанія Fabbrica Motori Anzani
На початку Першої світової війни Анцані відкрив другу італійську фабрику в Монці. Тут виготовлялися десятициліндрові двигуни (подвійні п'ятициліндрові), потужністю від 100 до 1250 кінських сил. Перші зразки з'явилися у 1916 році, і були встановлені на навчальних біпланах Farman MF 1914 року та дослідницькому літаку Caudron G3.

## Компанія British Anzani Motor Company (1912-1925)
British Anzani Engine Company була підрозділом оригінальної французької компанії, а перші приміщення були створені 20 листопада 1912 року в Лондоні. Головним акціонером стала компанія General Aviation Contractors, яка була створена в 1911 році Рідлі Прентісом для постачання літаків та запасних частин для новоствореного британського авіаційного ринку і яка вже займалася продажем французьких двигунів Anzani. Їм було надано 1500 фунтів стерлінгів акцій як компенсація за втрату їхніх виняткових прав.

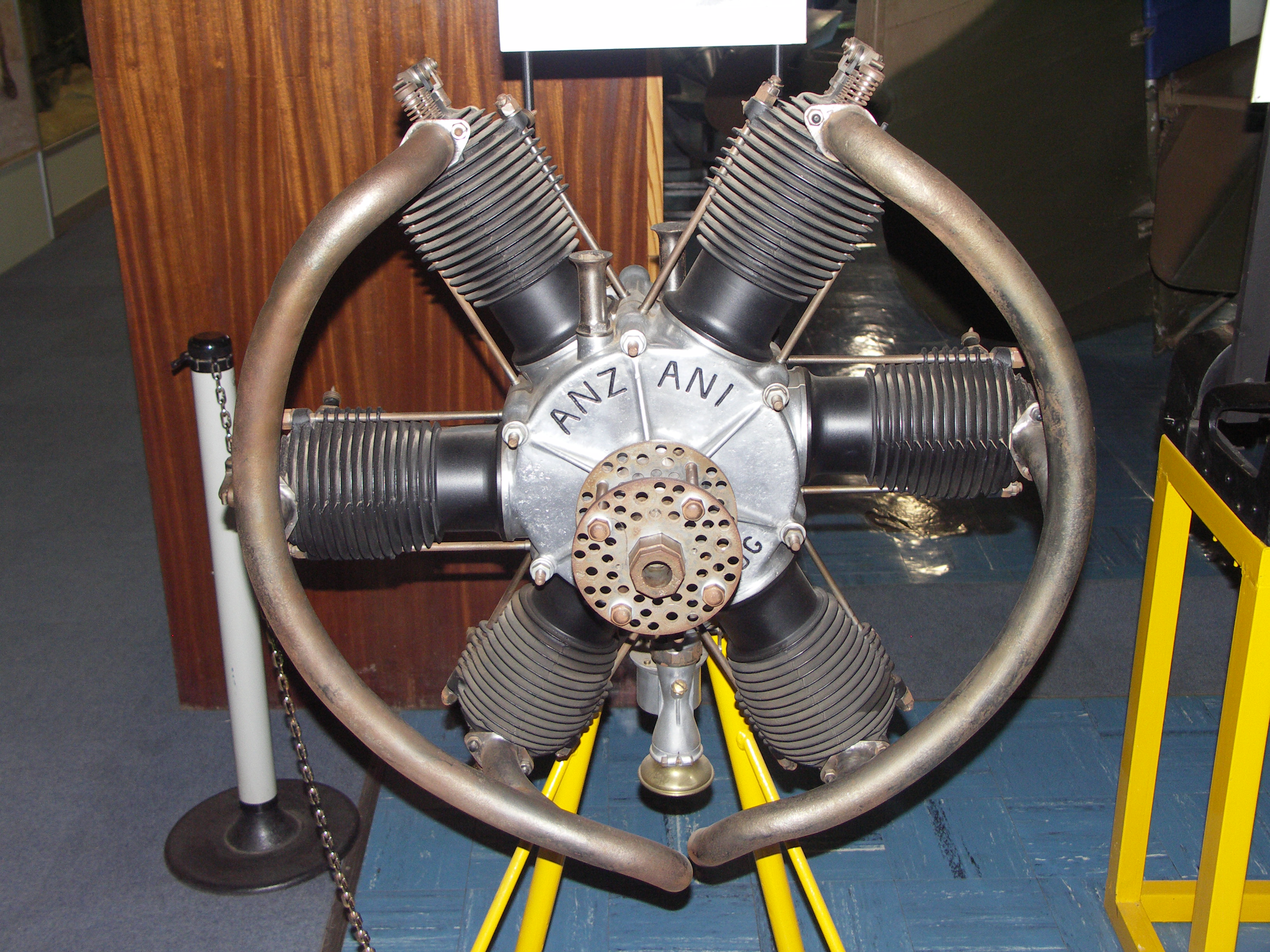
6-циліндровий двигун Anzani

British Anzani тоді був виключно зацікавлений у виготовленні авіаційних двигунів, які продавалися в торгових представництвах General Aviation Contractors на Регент-стріт у Лондоні і будувалися Coventry Ordnance Works Ltd., інженерною компанією, відомою своїми технічними навичками.
Першим головою нової компанії був Домінік Сантоні, колишній директор British Deperdussin і позначений в документації компанії як "авіатор". Багато хто з його колег-директорів також мав авіацію в своїй крові. Порте був морським офіцером і відомим льотчиком, який мав зв'язки з американською компанією Curtiss, а також був колишнім директором British Deperdussin. Прентіс був третім директором, який мав досвід польотів, як і капітан Галахан (Royal Dublin Fusiliers та R.A.F.) та Клод Шофілд. Кар'єра Шофілда у Anzani не була довгостроковою, оскільки його ім'я було вилучено із записів компанії в 1913 році, а слово "звільнений" було виправлене на "пішов у відставку".
Первинне капіталовкладення у розмірі 10 000 фунтів стерлінгів було збільшено ще на 12 000 фунтів стерлінгів, взятих на облігації у 1915 році. У грудні 1916 року Гюберт Хейгенс приєднався до правління разом з бухгалтером Річардом Сімпкіном. Хейгенс був бельгійським мотогонщиком і надзвичайно талановитим конструктором двигунів. Його проектні двигуни та вплив на компанію були значним вкладом.
Іншим важливим приходом став Гюстав Маклюр. «Мак» Маклюр приєднався до компанії як керівник робіт у 1917 році з автомобільного підрозділу Rolls Royce, де він працював керівником відділу тестування у віці лише 25 років. Прихід Маклюра значно посилив інженерну експертизу, доступну в British Anzani, і багато хто вважав його одним із найкращих талантів у британській машинобудівній галузі того часу. Він був запрошений до компанії для контролю за виробництвом 5- та 10-циліндрових авіаційних двигунів і сконструював їх найбільш успішний двигун - 11,9-сильний автомобільний двигун з бічним розташуванням клапанів.
У керівництві компанії було багато приходів і звільнень, а іншим відомим виконавчим директором був генеральний менеджер пан Рамсей (який пізніше також був співробітником авіакомпанії British Caudron у Лондоні та Аллоа у 1914-1924 роках). Існувала значна співпраця з British Caudron, про що свідчить обмін директорів.
Після Першої світової війни британська авіаційна промисловість скорочувалася і залишалася за великими компаніями, а багато менших фірм зникли. Однією з них була British Caudron, яка не випустила жодного літака після 1919 року і з часом перейшла до ліквідації діяльності в 1924 році. Хоча під час війни вони потребували більше двигунів, і дали British Anzani фінансування для розширення та створення можливостей виробництва у Лондоні. Це призвело до того, що у їх найпродуктивніший рік війни вони продали 107 100-сильних моделей. Пізніше відбулися зміни в політиці купівлі союзників, що значало зменшення кількості компаній, ялі постачали озброєння, ефективно заморожуючи менші компанії, і до лютого 1918 року British Anzani відмовилися від спроб конкурувати в галузі авіаційних двигунів. Вони все ще робили запасні частини для Curtiss, та розробки для уряду. Компанія відремонтувала старі двигуни і відчайдушно намагалися підписати контракти на нові двигуни - і саме з цими новими двигунами British Anzani зіткнулися з повоєнними випробуваннями.

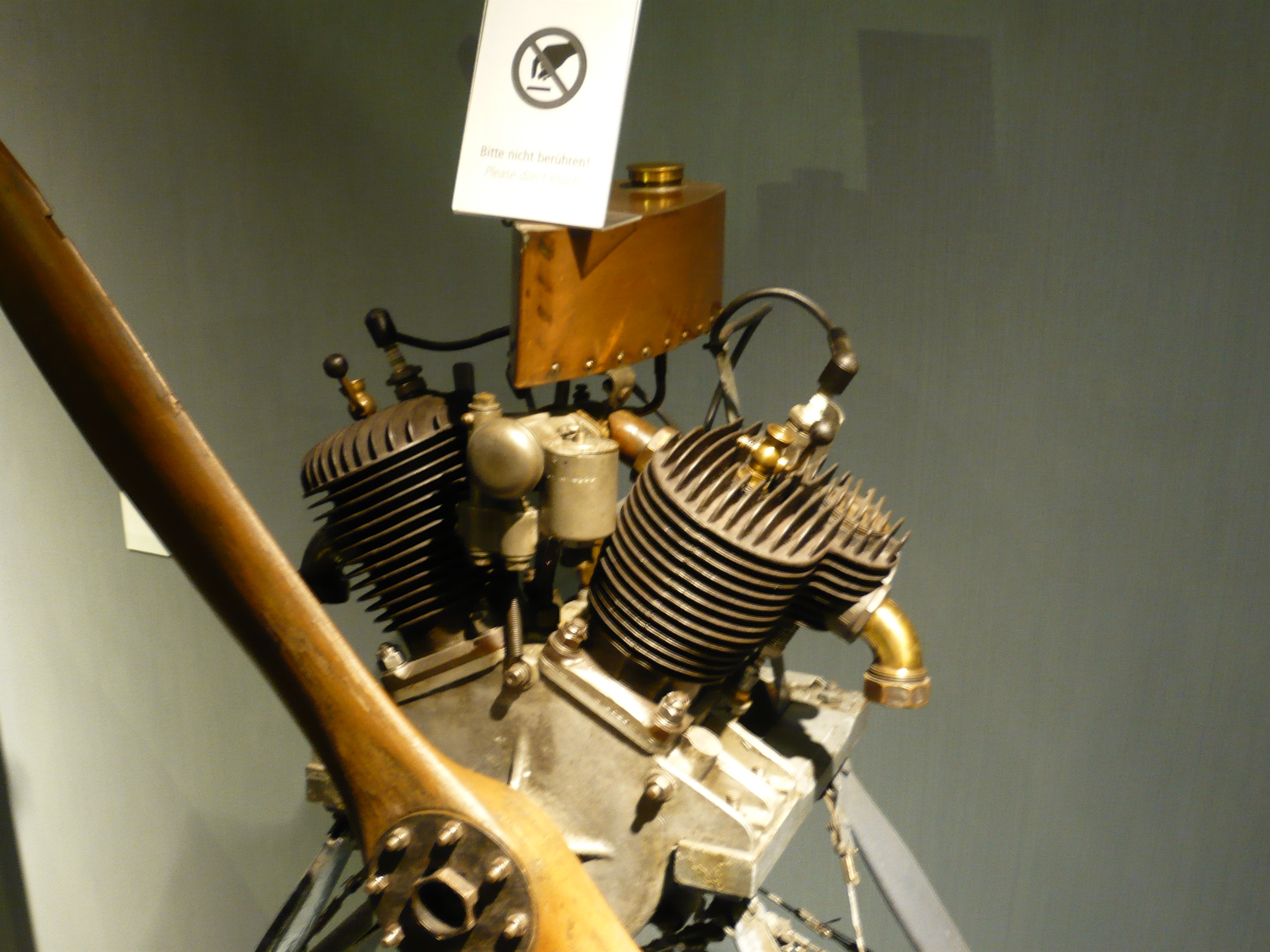
Авіаційний двигун Anzani V2

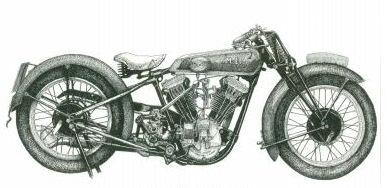
Мотоцикл McEvoy Anzani

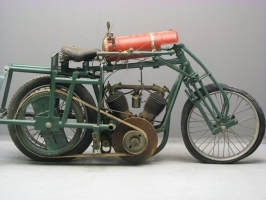
Мотоцикл Anzani

Одним із таких двигунів став 35-сильний 60° V-подібний двигун, об'ємом 1100 см3, розроблений Хейгенсом, який знайшов застосування на мотоциклах, легких автомобілях і літаках аж до початку Другої світової війни. Двигун був розроблений на базі 500-кубового одноциліндрового двигуна французького підрозділу Anzani, який почали виготовляти безпосередньо після війни. Навички розробки Хюберта Хейгенса дали чудовий потужний двигун, який з'являвся у численних форматах протягом наступних 15 років. Цей маленький двигун взяв Клод Темпл для встановлення рекорду швидкості на суші на двох колесах в 1923 році, а також був встановлений на мотоциклах AJW, OEC, McEvoy, Trump і Montgomery, спортивних автомобілях Morgan та різних типах легких літаків. Двигун вперше з'явився в 1921 році, і був у виробництві до 1938 року. British Anzani заявили, що "завдяки сплеску замовлень та розробці нового легкого авіаційного двигуна", старий двигун став нерентабельним, хоча вони продовжували виробляти невелику кількість від імені Luton Aircraft до тих пір, поки ця компанія не закрилася під час війни.

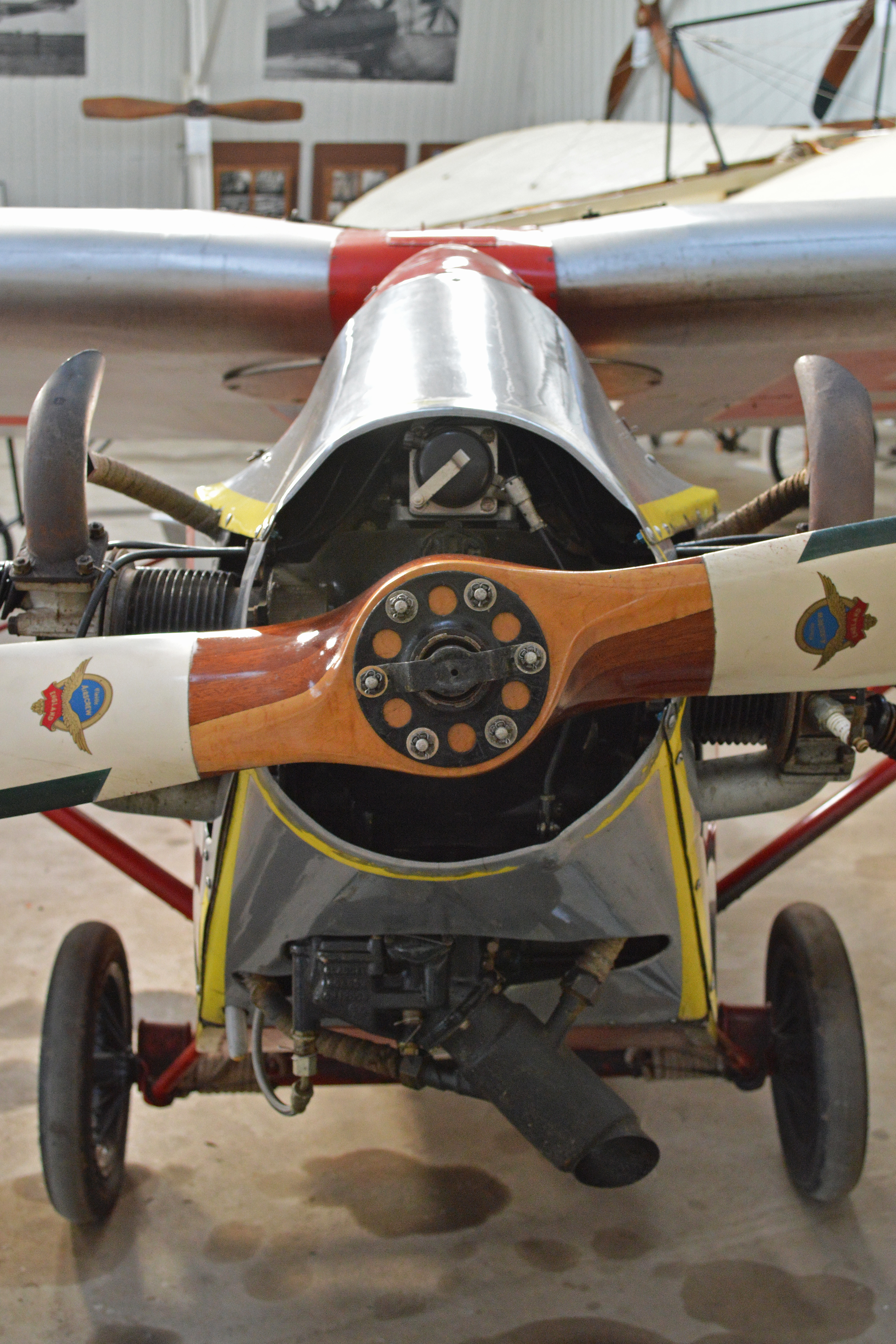
Двигун Anzani на літаку ANEC II

Виробники аеропланів полюбили невеликий, але потужний двигун: ANEC (The Air Navigation and Engineering Company) з Адлстона, Суррей, використовували його на своїх монопланах ANEC I та II, Mignet - на своїх HM14, а Hawker оснастив ним свій маленький біплан Cygnet у 1924 році. Того самого року він також з'явився на Bristol Prier. Конструкція двигуна була придбана компанією Luton Aircraft Company з Джерардс Крос, яка оснастила ним свої легкі літальні апарати Luton Minor і Luton Buzzard, відомі у той час як "Flying Fleas" ("Літаючі блохи"). Двигун був вдосконалений Luton: дещо збільшили об'єм, встановили подвійне запалювання та інший карбюратор. Його продавали як Luton-Anzani. Luton припинив діяльність під час Другої світової війни.
У серпні 1919 року Рамсей подав у відставку, а British Anzani була реорганізована як товариство з обмеженою відповідальністю під спільним контролем пана Сімпкіна (також генеральний директор заводу British Caudron у північному Лондоні) та Гюберта Хейгенса.
Історія про те, як Anzani почали проектувати автомобільний двигун, є досить цікавою. Під час пошуку нового бізнесу чоловік звернувся до Густава Маклюра і сказав, що, якщо Маклюр виготовить двигуни певного типу і певної ціни, то ця людина обов'язково придбає їх для свого нового автомобіля, який він збирався виготовляти. Маклюр розробив 11,9-сильний двигун з боковими клапанами. Пізніше Маклюр сказав, що "двигун з боковими клапанами Anzani був продуктом всього, чого він навчився у Rolls Royce, особливо від Ройса. Ви могли б сказати, що це була конструкція Rolls Royce". Це була перлина двигунів; потужний, легкий, надійний та гнучкий. Але у його "клієнта" не виявилося ні компанії, ні автомобілів, ні грошей, щоб заплатити за роботу. На щастя, Маклюр почув, що хтось інший може знайти використання для його двигуна.
У 1918 році директори AC Cars Джон Веллер та Джон Портвайн вирішили замінити французький двигун Fivet на своїй легкій машині, і з цією метою вони розробили 1500-кубовий 6-циліндровий двигун. Двигун (котрий пізніше став класичним 2-літровим двигуном AC) вийшов занадто дорогим для них у розробці, і вони попросили винайти щось дешевше, але не менш вдале. Таким чином, 1496-кубовий чотирициліндровий двигун British Anzani з боковими клапанами, потужністю 11,9 к.с., повинен був виготовлятися на заводі в Уілсдені, і AC замовили 2000 штук в 1919 році. Визнаючи це замовлення, AC Cars купили 2000 акцій в Anzani, а Джон Веллер та його колега-директор Селвін Френсіс Едж зайняли свої місця в раді директорів British Anzani.
У 1923 році Густав Маклюр подав у відставку з British Anzani, щоб створити свою власну компанію (разом з колегою-директором Anzani Річардом Сімпкіном), що знаходилася за рогом від його колишнього роботодавця в Уілсдені. Він почав розробляти новий двигун у своїй компанії Plus-Power Engine Company, і менш ніж через рік новий двигун був готовий. Це привернуло увагу Арчибальда Фрейзер-Неша, котрий шукав двигун для своїх автомобілів, і Plus-Power (1500-кубовий верхньоклапанний двигун) Маклюра, який у багатьох відношеннях був просто спортивною версією його оригінальної конструкції, повністю підходив для швидких Frazer-Nash. Винаходи у автомобільній промисловості обганяли Plus-Power, незалежні виробники зникали через дешеве масове виробництво автомобілів Morris та Austin. Менш ніж за рік Plus-Power стала нерентабельною, а Маклюр став втрачати кошти за своє підприємство. Компанія не мала обмеженої відповідальності, і при зростанні боргів директори вирішили швидко її покинути, перш ніж збиток стане занадто великим. Вони продали двигуни лише трьом компаніям, і з них Frazer-Nash був найбільшим клієнтом. Саме тому Маклюр звернувся до них з проханням купити свою бідну компанію. Неш відмовився, а тим часом Алдінґтон, директор Frazer-Nash, запросив Неша спробувати автомобіль з двигуном British Anzani, і з того часу British Anzani постачали Frazer-Nash свої двигуни.

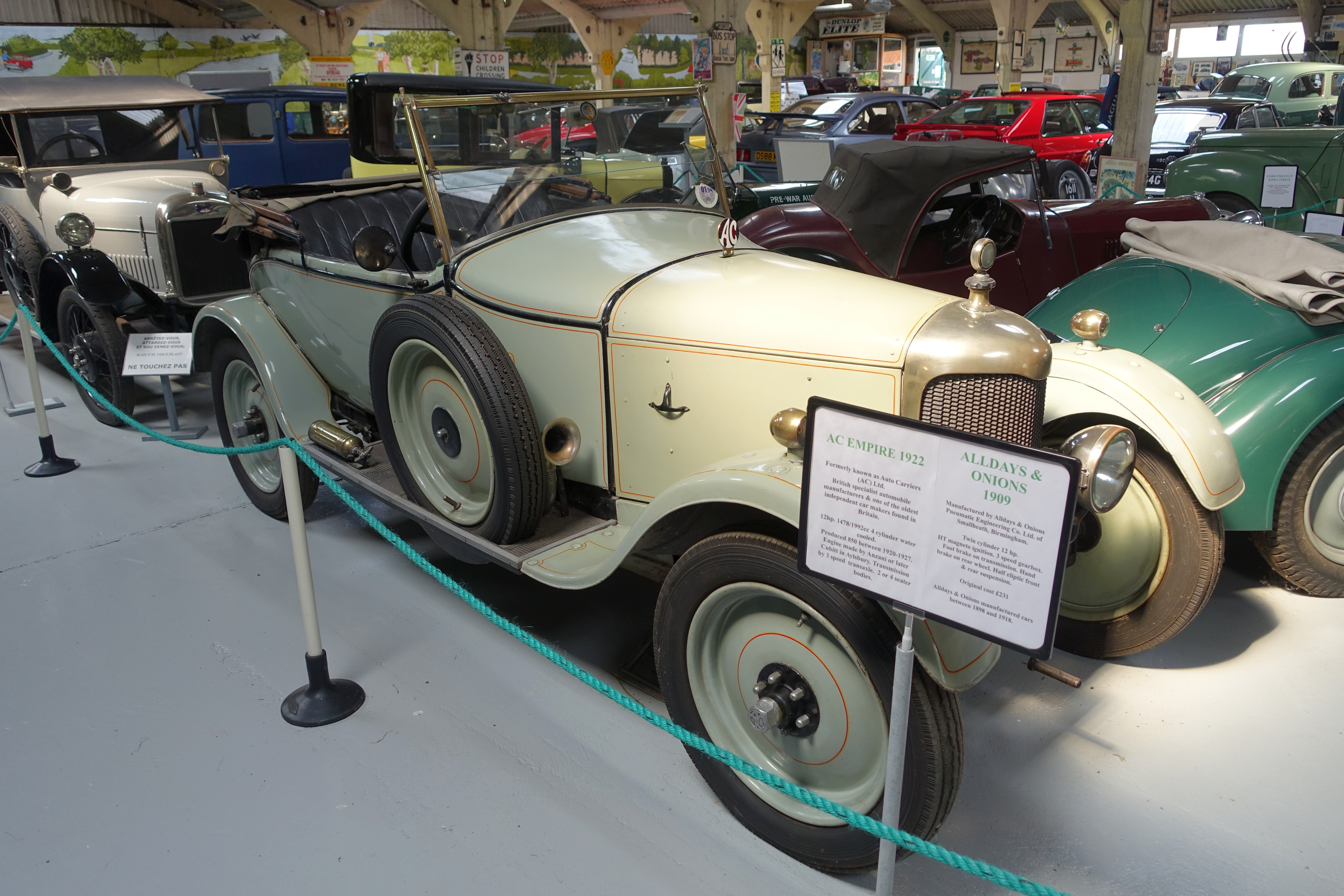
AC Empire 1922 року з двигуном Anzani

У січні 1925 року керуючий директор AC Cars Едж вирішив виготовляти власну версію двигуна British Anzani на заводі Cubitt Car Company у Ейлсбері (в якій він мав фінансовий інтерес), і він негайно скасував місячне замовлення на 30 двигунів у Anzani, завдяки чому постачальник подав позов у лютому 1925 року. Едж мав команду інженерів, що розібрали двигун Anzani, щоб зробити шаблони, а потім трохи переробили його зовнішній вигляд, щоб уникнути прямої схожості на оригінал. До того ж, керуючий директор Cubitt запросив Гюстава Маклюра, щоб той виправив деякі проблеми, які вони мали з новим двигуном, і тоді Маклюр закінчив роботу над плагіатом двигуна власної конструкції. До кінця 1925 року Маклюр виправив недоліки, які він виявив у двигуні Cubitt. Виробництво продовжувалося ще два роки, доки чотирициліндрові машини не були вилучені з виробництва у 1927 році.

## Компанія British Vulpine Engine Company
Анцані був власником компанії до листопада 1925 року, коли новий директор British Anzani вирішив взяти компанію у свої руки. Чарльз Фокс з Fox Pianos приєднався до ради у січні 1925 року, і протягом року перейняв компанію, перейменувавши її в British Vulpine Engine Company, розпочавши програму розширення. Гюстав Маклюр знову був запрошений і приєднався до своєї старої фірми як керівник робіт, і залишався тут до 1927 року, коли пішов у автомобільну компанію Riley, де став керівником робіт. Нова компанія існувала недовго. До липня 1926 року вона сама потрапила під ліквідацію через банкрутство внаслідок невдач та недалекоглядності Чарльза Фокса.
Автомобілі Morgan замовляли свої двигуни сотнями, тим самим один виробник допомагав іншому, підписуючи кожен новий контракт. Через зростаюче захоплення цінами якість була принесена в жертву, і з'явилася проблема з випускними клапанами на двигунах Anzani/Vulpine. Morgan поскаржилися і Anzani запропонували заміну клапанів - Morgan вимагали більше, а Фокс заперечив. Morgan скасував свої замовлення, і Фокс звинуватив їх у порушенні контракту, але програв у суді. Компанія знову стала банкрутом і втратила цінного клієнта. На щастя, для іншого великого клієнта Anzani/Vulpine Frazer-Nash було створено низку двигунів, і не було жодного недоліку компанії, що розташовувалась у Кінгстоні-на-Темзі.
Арчі Фрейзер-Неш, хоча і дивився на інших постачальників,але не був особливо задоволений тим, що знайшов. Випадкова зустріч з Еріком Бюртом у серпні 1926 року все змінила. Ерік Бюрт був директором Mowlems (як і його батько), міжнародної інженерної компанії, і насолоджувався молодістю і багатством. Неш зустрів його на перегонах, де Бюрт виступав зі своїм Burt Special Aston Martin/Anzani, і їм доводилося розмовляти про свої двигуни. Неш вважав, що молода людина була ще одним захопленим власником гаража та гонщиком, і запросив його на фабрику для спілкування. Але з часом, коли він з'явився через тиждень, Неш зрозумів, ким був Бюрт, і почав формувати ідею.

## Компанія British Anzani Engineering Company
Неш переконав Еріка Бюрта та його брата внести основну частину грошей, щоб відновити компанію Anzani/Vulpine. Вони перейменували її в British Anzani Engineering Company, і з дружиною Еріка Бюрта Елізабет як його кандидатурою на раді директорів та іншими директорами Арчі Фрейзер-Неш та Планкетт-Грін (фінансист Неша) розпочали наступний етап історії Anzani. Нова компанія почала своє існування 18 лютого 1927 року на старому заводі у Скраббс Лейн, але це було незадовго до того, як відбувся перший переїзд заводу. Оренда у Скраббс Лейн закінчилася наприкінці 1927 року, і Бюрт перемістив Anzani на прилеглу ділянку заводу компанії Frazer-Nash у Кінгстоні-на-Темзі. Нова компанія була ще більше заохочена, коли Morgan змилувалися і звернулися до Anzani із великою кількістю замовлень на двигуни для своїх триколісних автомобілів.

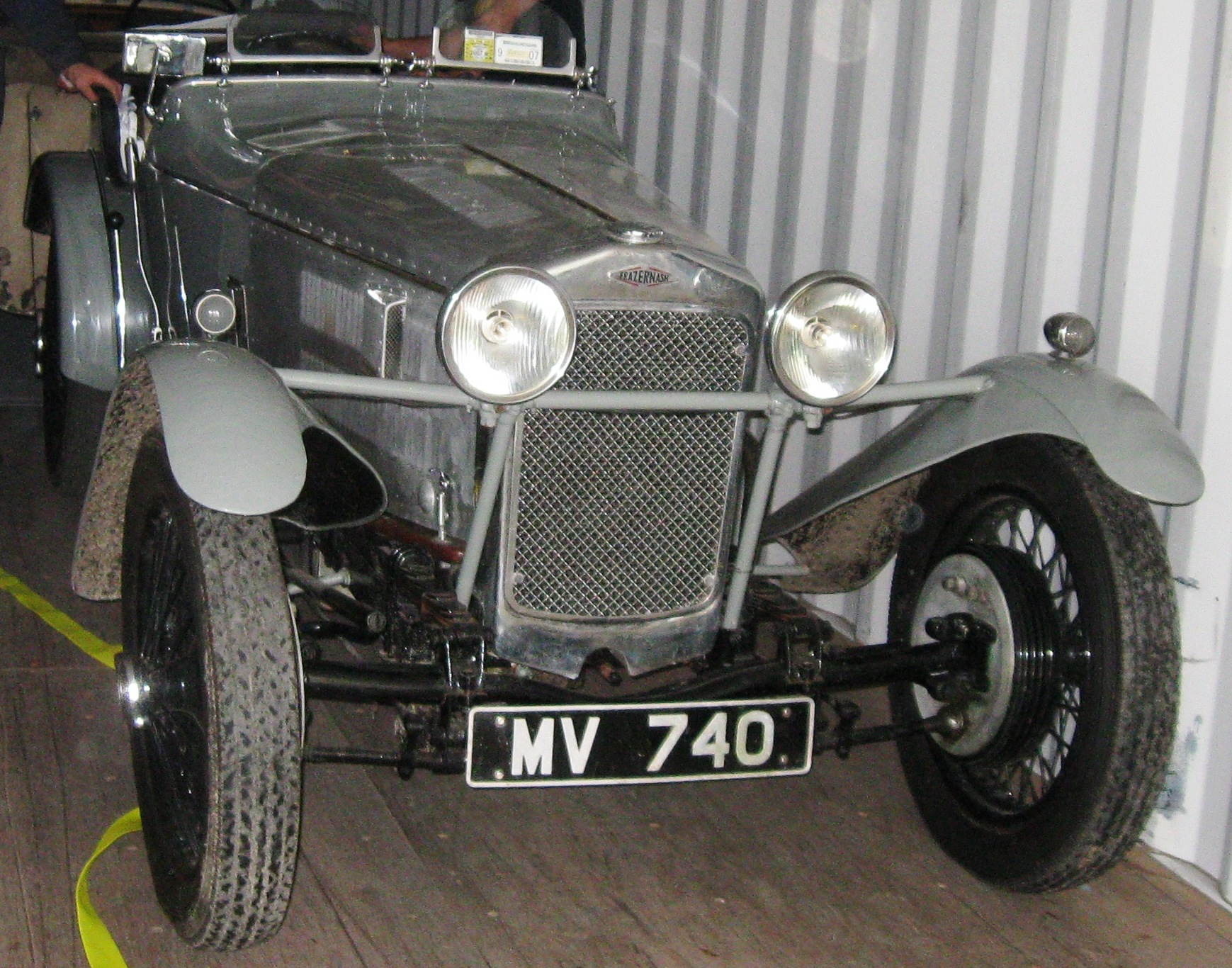
Frazer Nash Falcon з двигуном Anzani

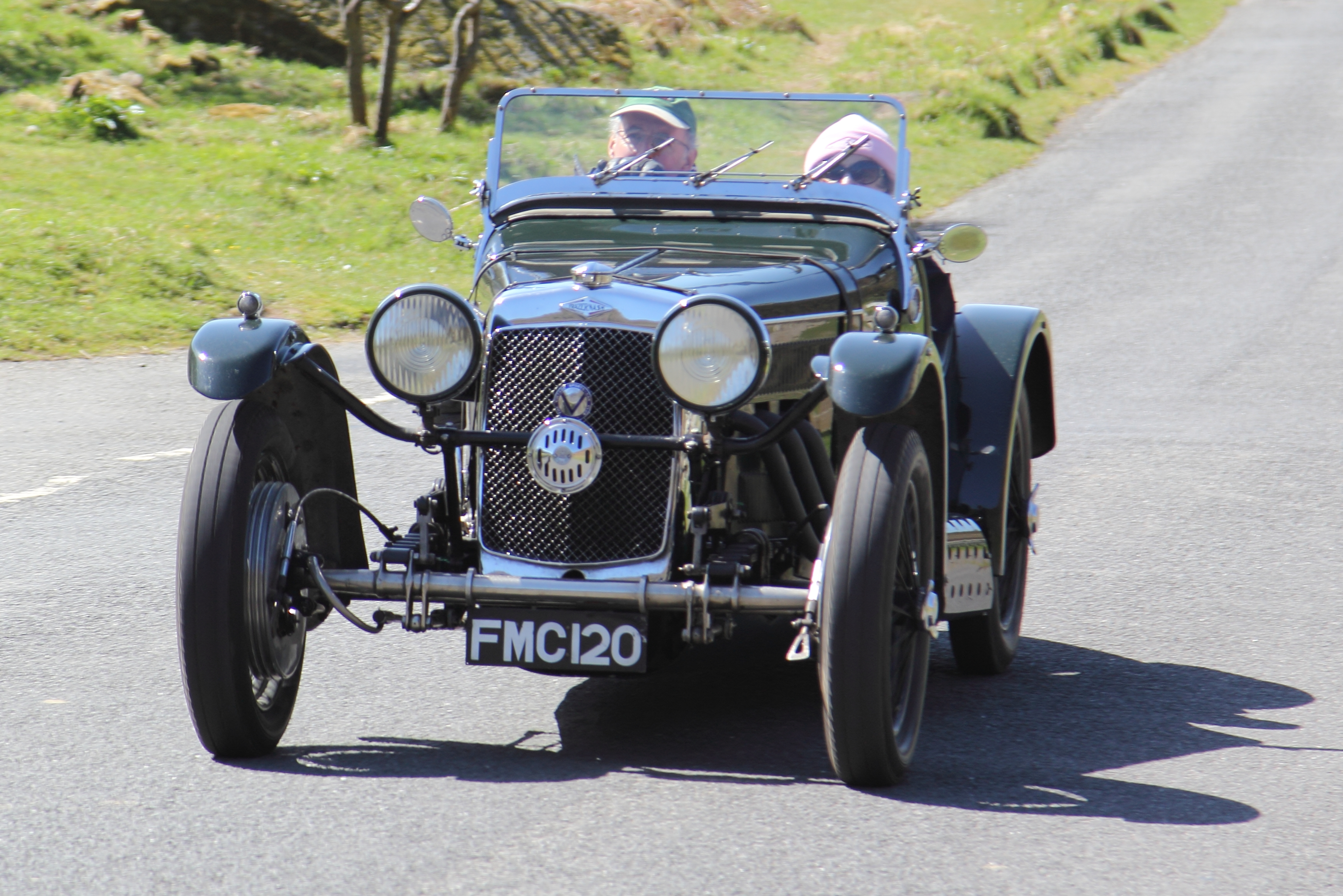
Frazer Nash Ulster з двигуном Anzani

Програма Фокса із розширення асортименту продовжувалася, і було прийнято кілька нових нововведень. Двигун, потужністю 11,9 к.с., був адаптований для морського використання і продавався як навісний двигун та, як і раніше, в різних модифікаціях для використання на автомобілях. Діапазон V-подібних двоциліндрових двигунів був розширений трьома мотоциклетними двигунами (також продавалися як авіаційні двигуни), об'ємом 1000 см3 та 1100 см3, а також двома двигунами із водяним охолодженням для "сайклкарів", об'ємом 1100 см3, та одноциліндровим двигуном, об'ємом 500 см3.

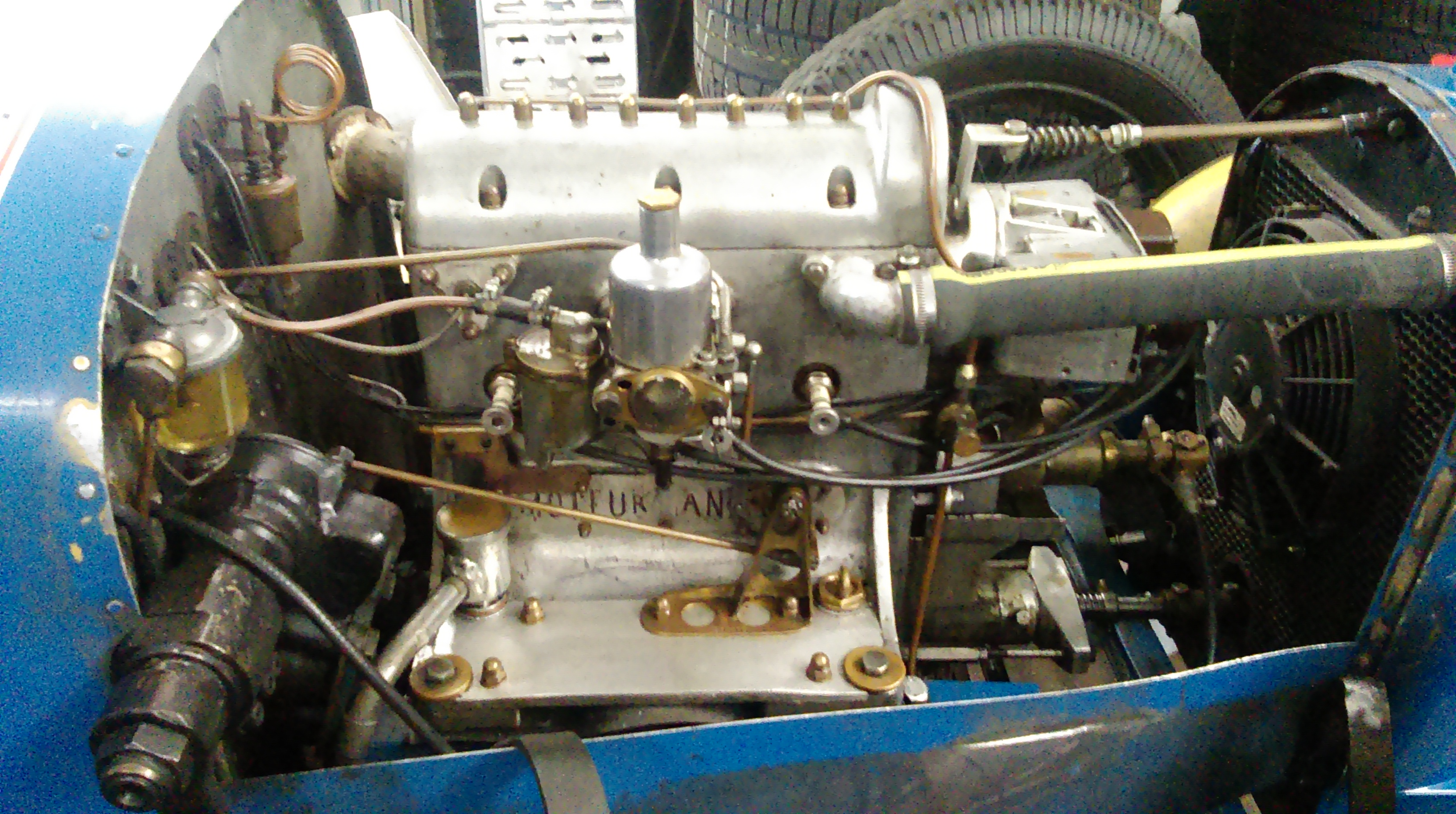
Двигун Anzani Collet

У свій третій період у Anzani Гюстав Маклюр розробив свій третій двигун, і знову нова компанія зацікавилася конструкцією SOHC (один верхній розподільний вал). Він мав аналогічний об'єм зі своїм попередником, але мав напівсферичні головки блоку циліндрів та верхній розподільний вал з ланцюговим приводом. Розробники Бюрта побудували двигун Маклюра і використали його на тестовому гоночному автомобілі під назвою Slug ("Слимак", названий через низьку посадку), двигун виявився дуже потужним.
У 1929 році справи Anzani різко змінилися. Арчі Фрейзер-Неш тимчасово пішов з роботи на фірми через погане здоров'я, а новий керуючий директор Алдінгтон вирішив внести деякі серйозні зміни. По-перше, він вирішив випробувати двигун Meadows 4 ED на своїх автомобілях, використовуючи лише бокові клапани з наддувом для гоночних двигунів. Він також вирішив не включати Anzani у бізнес, тим самим кидаючи напризволяще спеціалізованих інженерів. Ситуація стала ще більш незрозумілою, коли Anzani та Frazer-Nash обмінялися складськими та офісними приміщеннями на заводі. Деякий виграш надало Anzani те, що вони більше не виконували субсидовану роботу для Frazer-Nash, але через це вони втратили найбільшого свого клієнта. Широко визнається, що 1929 рік став останнім для багатьох спеціалізованих незалежних виробників автомобілів і двигунів. Виробники автомобілів та мотоциклів, що вижили, тепер будували свої власні двигуни, почалася ера масового виробництва. Було вирішено не шукати нові замовлення для двигунів, хоча їх все ще робили на замовлення. Бюрт зробив все можливе, щоб допомогти своїй компанії у цей важкий час, надаючи їй замовлення від Mowlem, і якийсь час вони стали виробниками бетонозмішувачів та дорожніх перфораторів. Наступні випробування виникли тоді, коли Алдінгтон оголосив, що компанія повинна перейти у нові приміщення у Айлворті, що в Міддлсексі.
У 1931 році Фрейзер-Неш, який вийшов з лікарні, пішов у відставку з компанії. Планкетт-Грін також до цього пішов з компанії, і у 1929 році багато старих облич там вже не було. Новим обличчям став Росс, що прийшов з Austin.
Росс стверджував, що компанія повинна виготовити новий гоночний двигун, який буде продаватися у дефорсованій модифікації виробникам спортивних автомобілів, як тоді часто робили у галузі. Рішення було узгоджено, і було розроблено двигун R1 (Ross 1). Це був дуже потужний двигун, що видавав більше 100 кінських сил завдяки двом карбюраторам Solex і двом верхнім розподільним валам. Значна частина внутрішніх компонентів нового двигуна базувалася на досвіді Росса з Austin, і він пізніше прокоментував, що це була в основному конструкція Austin, а штовхачі були взяті з Austin 7 без доопрацювань. Проблема полягала в тому, що клієнти на нового двигуна не були знайдені, поки одного дня молодий виробник Едріан Сквайр не приїхав побачити Росса та його новий двигун. За угодою Росс погодився зазначати назву Squire на кришках розподільних валів, таким чином, у компанії Squire Car Manufacturing Company з'явився новий автомобіль.

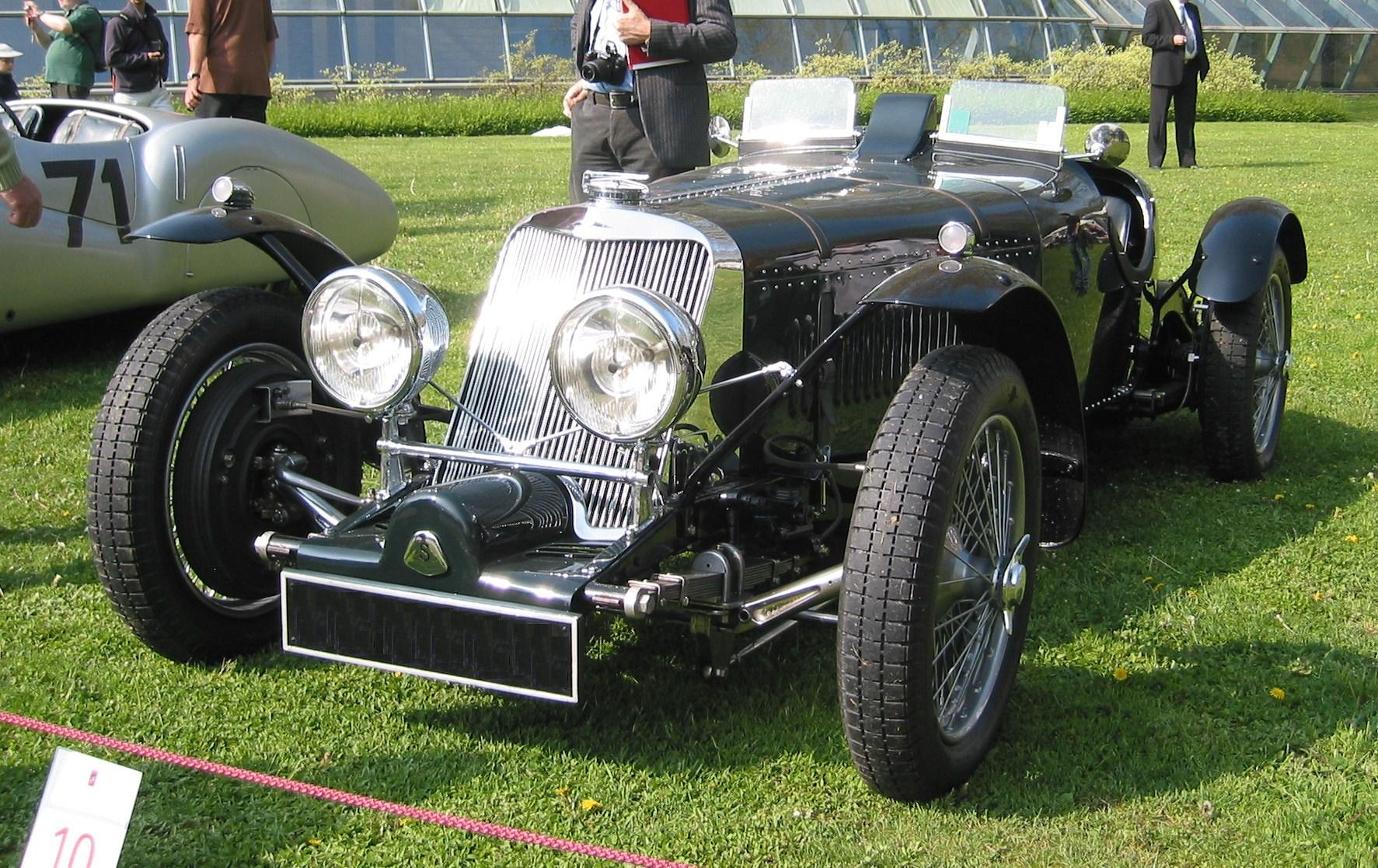
Squire з двигуном Anzani

Росс розробив свій другий двигун R2, редизайн старого V-подібного двоциліндрового двигуна, і отримав 500 замовлень від Bristol Tractor Company для невеликого трактора, який вони виготовляли, а пізніше він отримав наступне замовлення з Bristol ще на 1000 двигунів R2. Росс також був залучений до роботи над новим замовленням від власника розважального табору, підприємця Біллі Батліна, для його гумових човнів. Але Росс відмовився від замовлення з погляду принципу, і у серпні 1933 року подав у відставку, але, на подив Росса, Бюрт прийняв угоду. Росс вступив до лав збройних сил, а Бюрт повернувся до контрактної роботи.
У 1934 році Алдінгтон став директором British Anzani після покупки великої кількості акцій, з тією метою, щоб British Anzani виготовив новий двигун SOHC (один верхній розподільний вал) для Frazer Nash, відомий як Gough. Він приказав Anzani негайно розробити гоночний варіант двигуна з наддувом, і, хоча виробництво так і не розпочалося, компанія започаткувала ще один новий етап своєї історії.
У 1936 році Алдінгтон повністю викупив частку Бюрта, і компанія стала повністю структурним членом компанії Frazer Nash, заробляючи на життя виконанням спеціальних розробок та виробництвом гоночних двигунів для Frazer Nash, модернізацією двигунів, виробництвом запчастин для старих двигунів та багаторічними контрактними роботами.
Frazer Nash в цей час розвивали свої зв'язки з компанією BMW, і виявили це дуже вигідним бізнесом. Ці відносини повинні були стати відмінною рисою компанії, а галузь бізнесу Anzani залишили для того, щоб постояти за себе. За оцінками, штат співробітників в цей час становив близько 25 осіб, що незмінно працювали з часу контракту з компанією AC на початку 1920-х років, коли на заводі в Уілсдені працювало понад 100 чоловік.
Серед директорів була людина, яка мала великий вплив на British Anzani протягом наступних 30 років. Цей чоловік був гонщиком на моторних човнах та мотоциклах, колишнім рекордсменом світу та конструктором двигунів - це був Чарльз Генрі Харрісон.
Компанія поступово зазнавала невдач, і в 1938 році Чарльз Генрі Харрісон, член спілки Institution of Mechanical Engineers, rолишній учень J.A.P.  і гонщик на моторних човнах та мотоциклах, взяв на себе обов'язки головного конструктора та керуючого директора, перевівши компанію до свого у Гемптон Хілл, що в Міддлсексі.
Він раніше був технічним директором British Motor Boat Manufacturing Co. і утримував два світових рекорди швидкості на човнах із підвісним двигуном, встановлених у 1930 і 1931 роках, коли він працював водієм у Elto і Evinrude. Він також був головою British Outboard Racing Club, власника озера Бедфонт (відоме місце проведення перегонів), а в BMBM розробив успішний підвісний двигун Britannia. BMBM також були відомі виробництвом обладнання для розваг (електричні автомобілі та каруселі), які Харрісон тепер привіз і до British Anzani. Коли почалася Друга світова війна British Anzani розпочав роботу з розробки стаціонарного промислового двигуна, який проводив у дію гнучкий підводний агрегат і використовувався для переміщення десантних кораблів, а також виконував контрактні роботи для міністерства повітряного транспорту. Тим часом вони розробили підвісний двигун Super Single і з 1940 року доставляли 50-60 екземплярів за місяць для Адміралтейства протягом війни. Ця успішна конструкція пізніше була продана широкій публіці та пробула у виробництві до кінця 1970-х років.
Протягом багатьох років вони створювали підвісні мотори, потужність яких варіювалася від 0,5 к.с. до 40 к.с., включаючи одні з найуспішніших гоночних двигунів того періоду, а до 1956 року їх 344-кубовий двигун Racing Unitwin був єдиним британським підвісним двигуном, який перебував у виробництві.

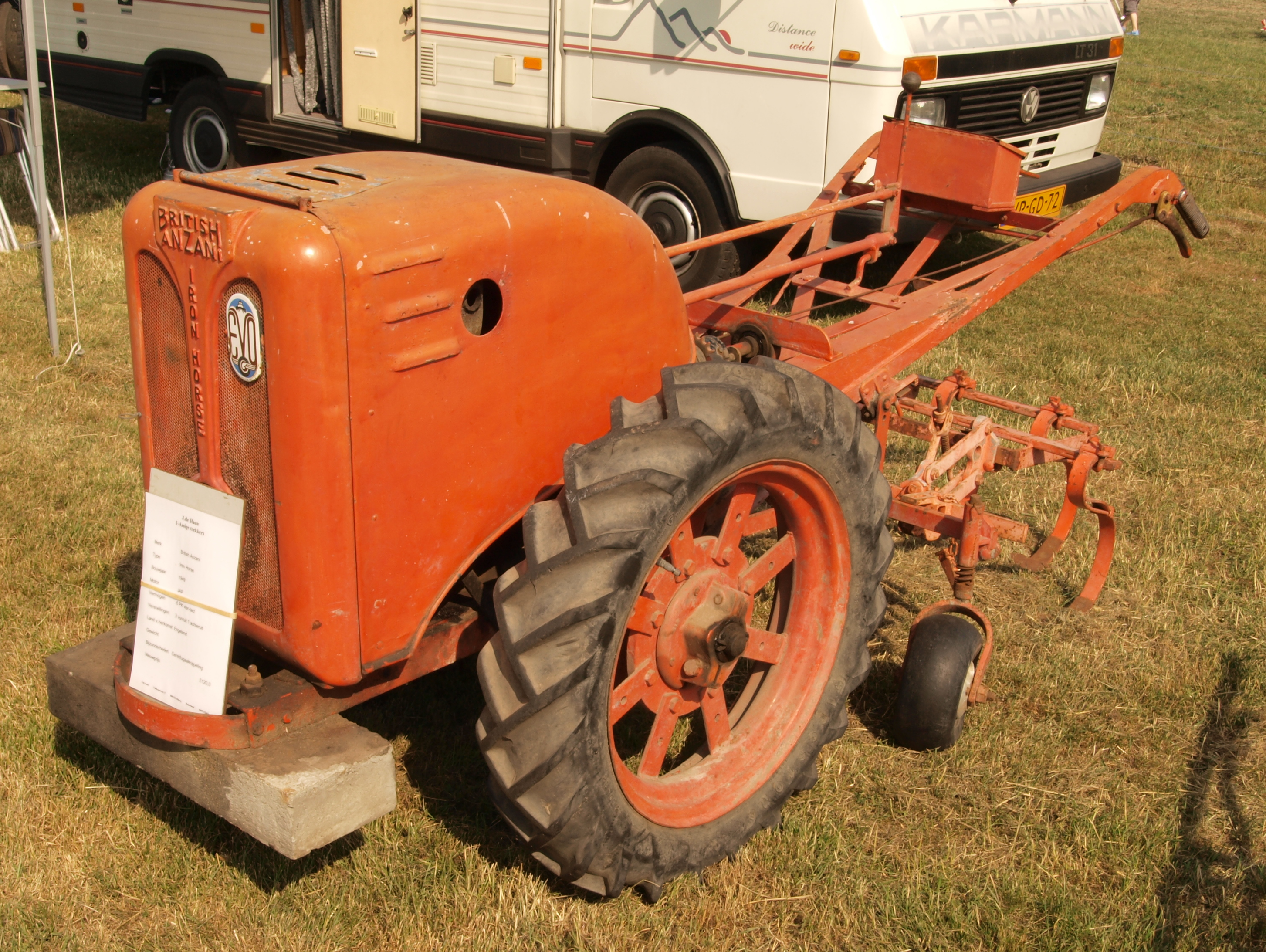
British Anzani Iron Horse

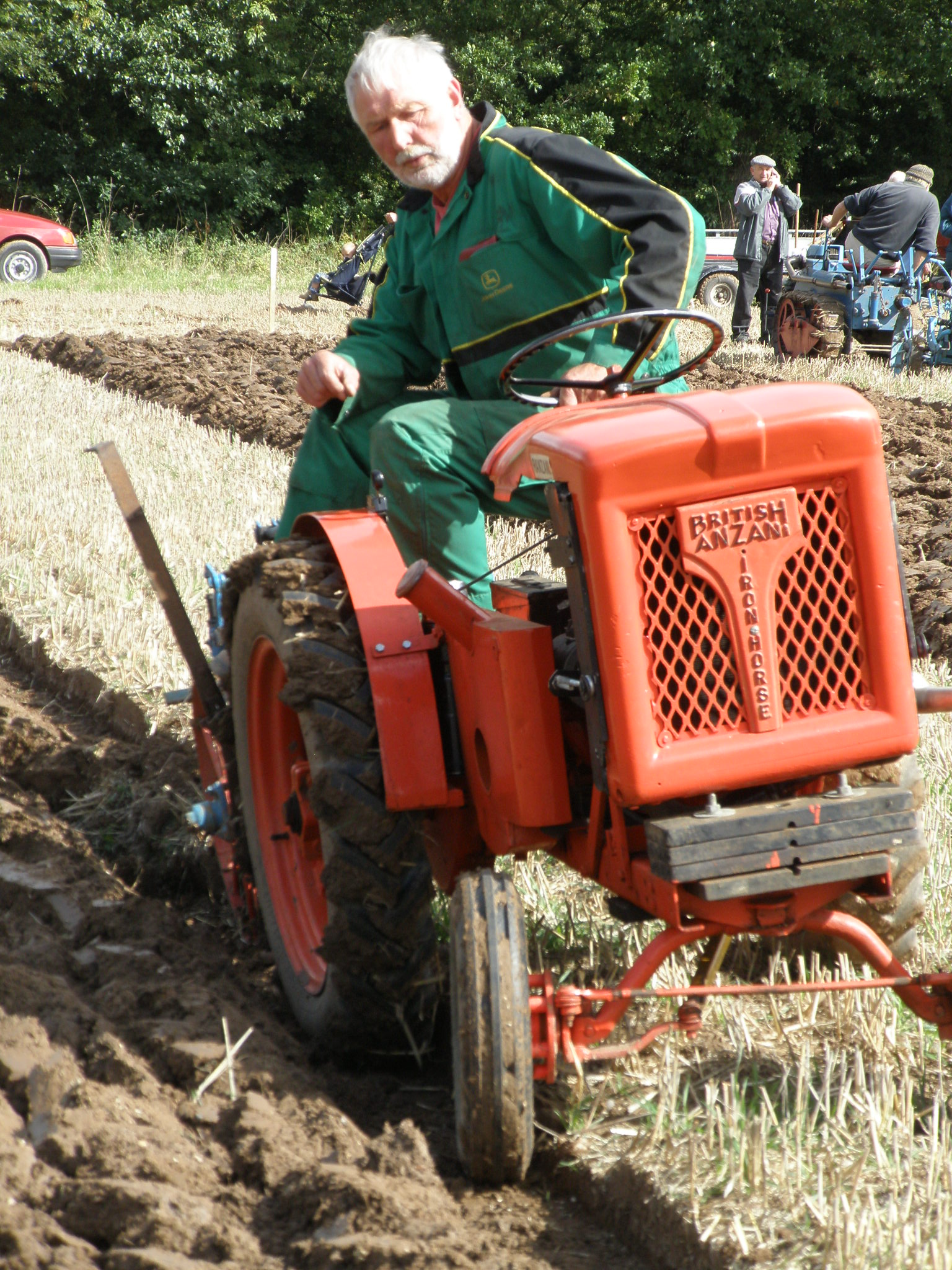
British Anzani Iron Horse

Необхідність додаткового виробництва харчових продуктів під час війни потребувала інноваційних машин, і у 1940 році був представлений надзвичайно успішний двоколісний трактор British Anzani Iron Horse.
Трактор рекламувався як "сільськогосподарська машина, побудована з точністю авіаційних двигунів", він був оснащений 4-тактним 6-сильним двигуном Anzani/JAP, що давав максимальну швидкість 4 милі за годину. Трактор мав відцентрове зчеплення, три швидкості для руху вперед та реверс і регульовану колію від 24" до 36", асортимент сталевих коліс, розширювальні диски, пневматичні шини або варіант із гусеничним рушієм. Це була машина, яка підходила для будь-якої місцевості. Також можна було придбати зчіпний пристрій, щоб водій міг перетворити його на звичайний трактор, здатний тягнути сільськогосподарські причепи з навантаженням до тонни.
Асортимент аксесуарів підвищував функціональність трактора за допомогою пристосувань для косіння, оранки, обприскування, розпушування, збирання врожаю та боронування. Вона також мала багатофункціональну систему відбору потужності з пасовим приводом, яка надавала фермерам додаткові інструменти, які постійно розроблялися та додавалися протягом багатьох років. Використовувалися пили, бетонозмішувачі, помпи та генератори.
Ці популярні машини виявилися надійними у використанні та продавалися тисячами по всьому світу. Вони коштували 140 фунтів стерлінгів в 1940 році або ж могли бути куплені в розстрочку та навіть здавалися в оренду з фабрики за 3,10 фунта стерлінга за тиждень.
Для легшої роботи пропонувався мотоблок Planet Junior за 39.10 фунта стерлінга. Він був запущений у виробництво 1948 році і оснащений 1-сильним двигуном Anzani/JAP і мав низку знарядь, подібних до Iron Horse. Рекламна брошура стверджувала, що мотоблок "робив роботу задоволенням". Він використовувався в городах та невеликих господарствах по всьому світу.
Виробництво сільськогосподарських тракторів припинилося в 1956 році.
Ранні покупці V-подібних двоциліндрових мотоциклетних двигунів Anzani включали McEvoy, виробника мотоциклів на основі Derby, якого фінансував Сесіл Біркін і який використовував 1100-кубовий двигун Anzani в період з 1925 по 1929 рік; а також AJW, який використовував такий же двигун з 1926 по 1931 роки. Ці одні з найкращих мотоциклів продавалися тільки у гоночному варіанті і мали чотириступінчасті коробки передач Jardine та роздільні гальма серед безлічі додаткових опцій. Іншим клієнтом були мотоцикли Montgomery з Бері-Сент-Едмендс, які використовували двигун з 1925 року.
Масове виробництво мотоциклетних двигунів припинилося у 1930-х роках, але було відновлено в 1953 році з двома новими двигунами: 242- та 322-кубовими двоциліндровими моделями. Вони були засновані на успішній конструкції підвісного двигуна Unitwin 1951 року і дуже відрізнялися від більшості британських мотоциклетних двигунів того часу. Картер розколювався горизонтально, а дихав він через поворотний впускний клапан, розміщений у середній частині колінчастого валу.
У 1954-1958 роках мотоцикл Norman TS оснащувався 242-кубовим двотактним двоциліндровим двигуном British Anzani. З 1955 по 1960 роки Cotton використовували 242- та 322-кубові двигуни на своїх моделях Cotanza, а у Greeves використовували обидва двигуни на своїх моделях Fleetwing і Fleetmaster з 1953 по 1958 роки. Tandon випускали 242-кубові мотоцикли Twin Supreme і 322-кубові Viscount у 1954 і 1955 роках, а також в 1955 році 250-кубовий мотоцикл Scrambler для змагань.
Коли виробництво мотоциклів уповільнилось, Anzani перейшов на легкові автомобілі, і у 1954 році дочірній підрозділ розробив Astra. Цей невеликий розвізний транспортний засіб був розроблений та виготовлений спочатку JARC Motors з Айлворту і був відомий тоді як Little Horse ("Маленький кінь"), але брак коштів змусив продати права на виробництво. British Anzani відразу ж встановив свій 322-кубовий мотоциклетний двигун у задній моторний відсік, змінив деякі технічні характеристики, перейменував його в Astra Utility і продавав його "торговцям, мандрівникам та інженерам з обслуговування". Він мав вантажопідйомність 37 кубічних футів або 3,5 хандредвейта, 15-сильний двигун, тришвидкісну коробку передач і заявлену максимальну швидкість 55 миль/год з економією 60 миль на галон. Автомобіль мав незалежну підвіску і хитними півосями, гідравлічні гальма та вміщав двох людей у відносному комфорті на дорозі. Він коштував 347.16 фунта стерлінга, включаючи податок до кінця експлуатації, і також продавався у вигляді комплекту з кузовом або без нього для самостійного складання.
Коли обсяги продажів зменшились, виробництво було перенесено на Gill Cars з Паддінгтона, який виготовляв два нові автомобілі на базі шасі та механічних частин Astra: двомісне купе, що отримало назву Getabout, і седан. Після короткої і не дуже успішної кар'єри виробництво припинилося в 1959 році, хоча є свідчення продажу в 1960 році.

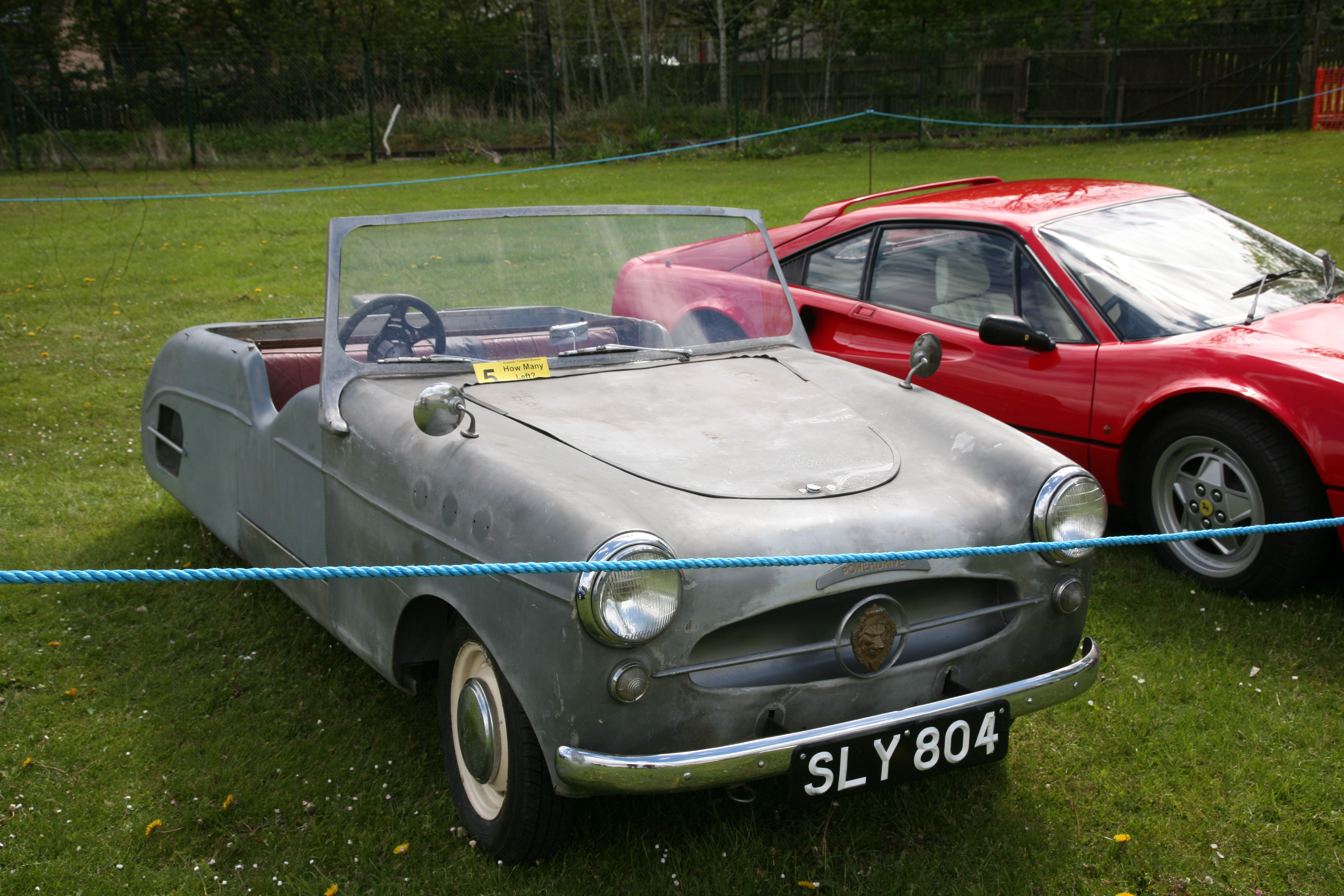
Мікрокар Powerdrive з двигуном Anzani

Серед інших автомобілів, що використовували 322-кубовий двигун Anzani у той час, був Powerdrive. Цей 3-колісний автомобіль зі спортивним виглядом, що виготовлявся у Вуд Грін, на півночі Лондона, дебютував у липні 1955 року і продавався за ціною 330 фунтів стерлінгів без податків. Двигун був встановлений в задній частині і обертав заднє колесо через ланцюговий привід. Автомобіль мав 3-ступінчату коробку передач і незалежну передню підвіску і міг вмістити на трьох пасажирів на одному сидінні. Максимальна швидкість 65 миль/год, пробіг 65 миль на галон, гарний зовнішній вигляд, щедрий простір і комфорт Powerdrive викликали позитивні враження.

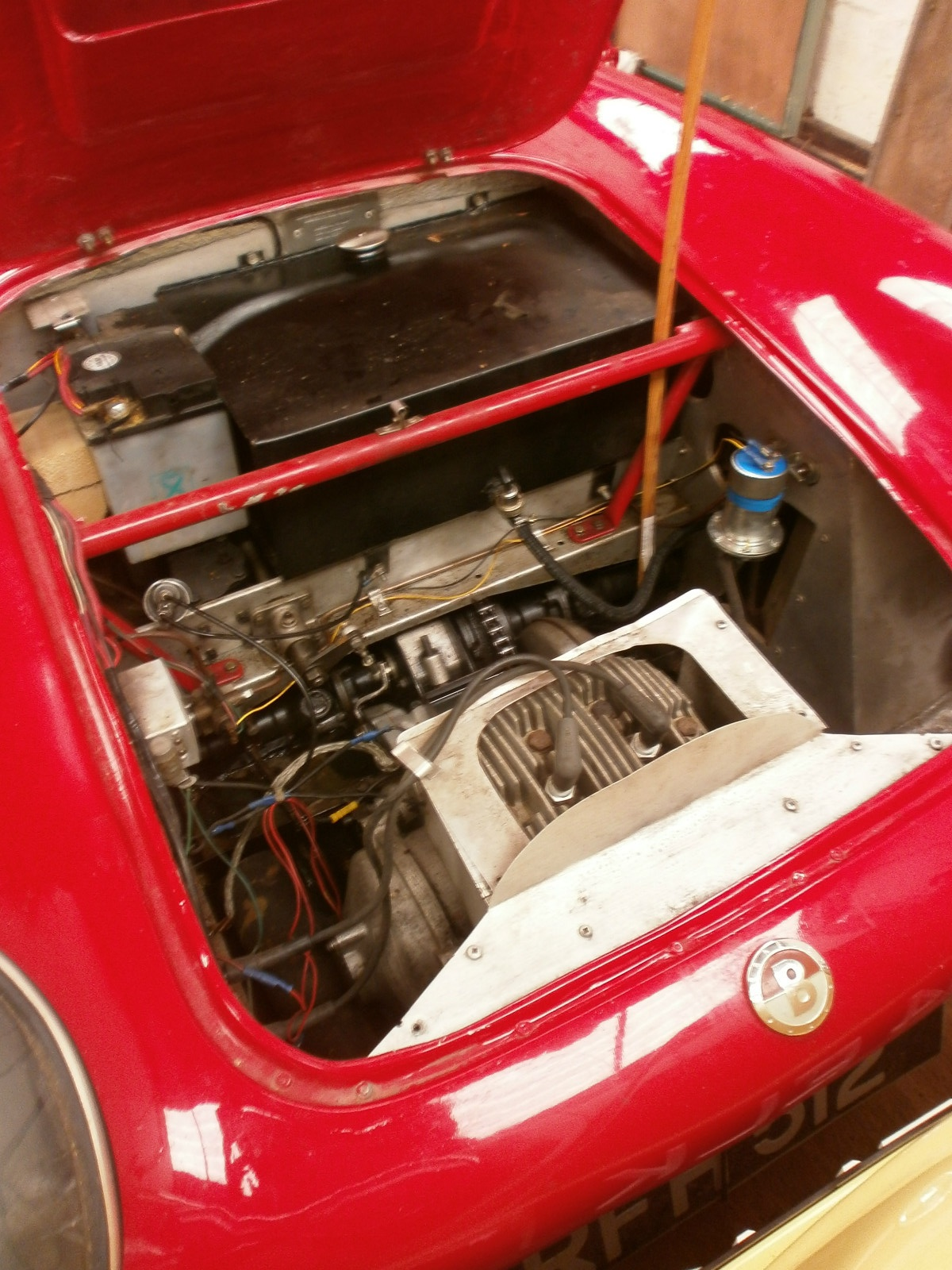
Berkeley Sports з двигуном Anzani

Симпатичний Berkeley Sports 1956 року спочатку використовував 322-кубовий 15-сильний двигун Anzani, що забезпечував максимальну швидкість 70 миль/год та пробіг 60 миль на галон, тоді як Fairthorpe, що також мав двигун Anzani на своїх Atom та Peel, використовував 250-кубову версію на своїй Manxcar 1955 року.

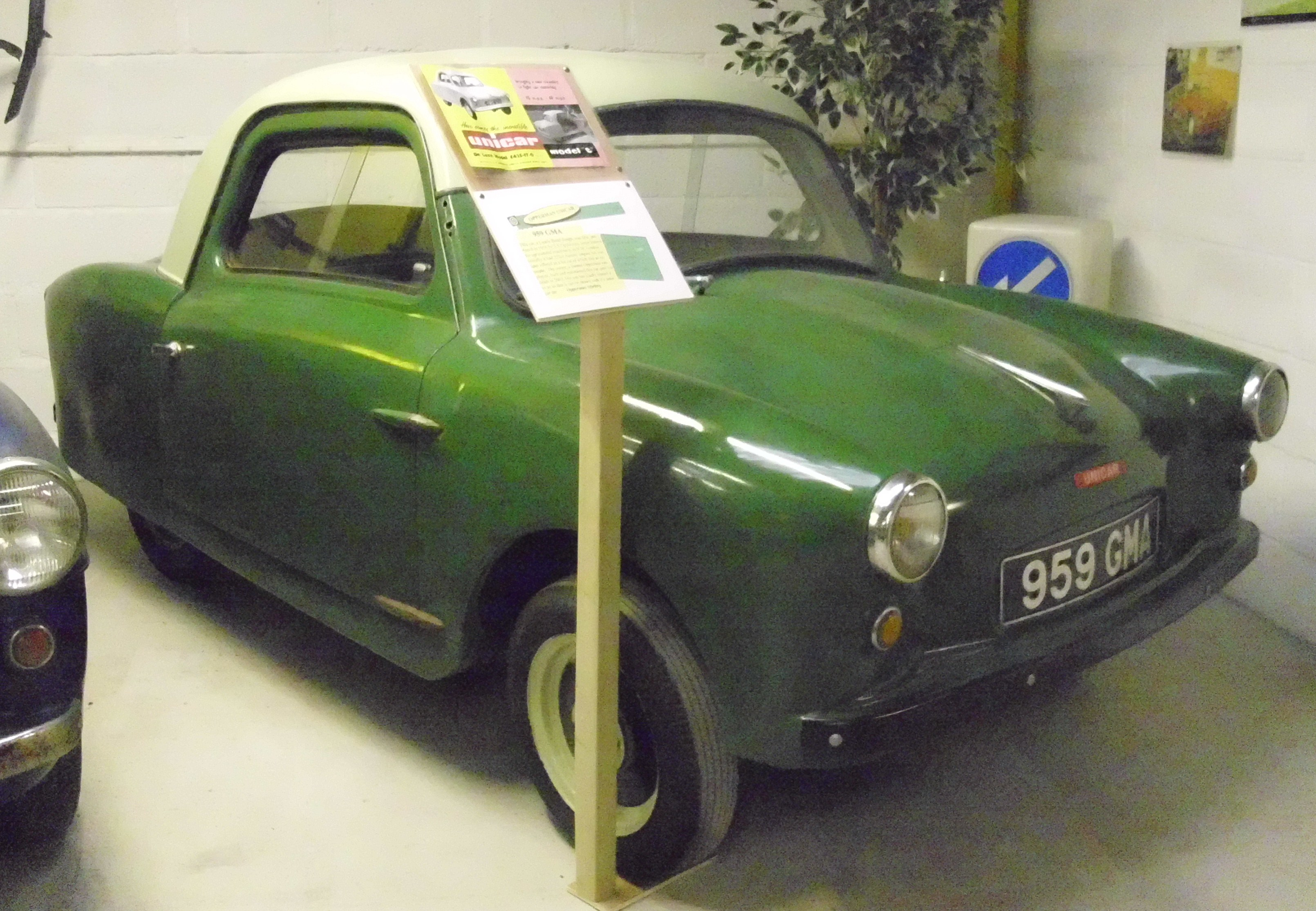
Opperman Unicar з двигуном Anzani

Unicar 1956 року, розроблений Лорі Бондом, також мав популярний 322-кубовий двигун Anzani під капотом. Ці маленькі седани, що виготовлялися компанією Opperman з Борхемвуда, замінювали сімейний автомобіль за 399 фунтів стерлінгів. Автомобіль забезпечував максимальну швидкість 60 миль/год та пробіг 55 миль на галон завдяки двигуну Anzani, встановленому ззаду склопластикового кузова типу седан, що був більше 2+2, ніж справжнім чотиримісним. З його колісною базою 6", салон був не таким важливим для популярних у 1950-х роках надлегких економних автомобілів.
Найбільш популярною (і найвідомішою) продукцією Anzani протягом багатьох років були підвісні двигуни. Було виготовлено низку моделей: 
- Minor (1955-1979) - малий 0,5-сильний двигун загального призначення для човнів
- Super Single (1942-1979, 158 см3, 5 к.с.) - двигун, що виготовлявся протягом найдовшого періоду часу і був найвідомішим, також загального призначення
- Jet (одноциліндровий, 60 см3, 3 к.с.) - "захищений" двигун, покритий скловолокном, для плавців тощо
- Sports Twin (1950-1951) 316-кубовий 14-сильний, швидкісний, але виготовлявся недовго
- Unitwin (1951-1967, двоциліндровий, 242-кубовий 10-сильний та 322-кубовий 15-сильний, а також гоночні версії обидвох об'ємів) - найсучасніший двигун, потужний та надійний
- Pilot (одноциліндровий, 60 см3, 2.5 к.с.) - ще один двигун загального призначення із захисним каркасом навколо корпуса
- Seamaid (одноциліндровий, 60 см3, 3 к.с.) - двигун загального призначення, покритий скловолокном
- Startwin (1960, двоциліндровий, 344 см3, 18 к.с.), перейменований двигун Magnatwin, - потужний двоциліндровий двигун з електричним стартером Contrastart і миттєвим перемиканням напрямку руху вперед або назад
- Supertwin 15 (двоциліндровий, 322 см3, 15 к.с.) - обтічний двигун Unitwin, покритий скловолокном
- Fleetwin 20 (двоциліндровий, 344 см3, 20 к.с.)
- Triton (1960, 3-циліндровий, 30 к.с., 492 см3)
- Magnatwin (1958-1960, двоциліндровий, 344 см3, 18 к.с.) - велика модель з електричним запуском, якою можна було керувати дистанційно
- Dinghy Motor (1952, 4 к.с.) - внутрішня версія двигуна Super Single

А також двигуни Oliver/Perkins:
- Model 65 (1964-1967, 6,5 к.с.)
- Model 180 (1964-1967, 18 к.с.)
- Model 400 (1964-1967, 40 к.с.)

Виробництво підвісних двигунів значно збільшилось в 1964 році, коли компанія купила рештки марки Chris-Craft/Oliver, яку вони придбали у виробника автомобілів Rootes Group.
У 1959 році Perkins уклали угоду з американською компанією Oliver для виготовлення асортименту підвісних двигунів у Великій Британії. Американські конструкції були технічно більш досконалими, ніж британські, і в той час, коли американські двигуни постачались у Сполучене Королівство із великим митом, британські версії могли б продаватися на 40% дешевше, ніж американські оригінали. Невдовзі проблеми надійності вузлів змусили Perkins продати права групі компаній з виробництва автомобілів Rootes (Sunbeam/Humber/Hillman), які продавали їх через автомобільні представництва з табличкою Rootes.
Проте маркетингова плутанина з продавцями автомобілів та сервісними інженерами, незнайомими із підвісними двигунами, змусили продати компанію. British Anzani купили запчастини, пристосування та інструменти в 1964 році, але, незважаючи на деякі конструктивні зміни, не вдалося вирішити проблеми ненадійності, і виробництво припинилося в 1967 році. Двигуни продавалися як моделі Anzani 65, 180 і 400.
Наприкінці 1950-х років Anzani почали виробництво газонокосарок з різноманітним обладнанням та переважно великими розмірами косарок 14", 16" та 24" для професійного призначення. Виробництво продовжувалося до кінця 1960-х років на їх новому заводі в Ейлсфорді, що в Кенті. Асортимент включав:
- Lawnrider (150-кубова 4-тактна самохідна косарка, шириною 18" і 24")
- Ridamow (також самохідна газонокосарка із знімним сидінням для руху без водія, 150-кубова 4-тактна, шириною 24")
- Powermow (косарка із рухом без водія, шириною 24")

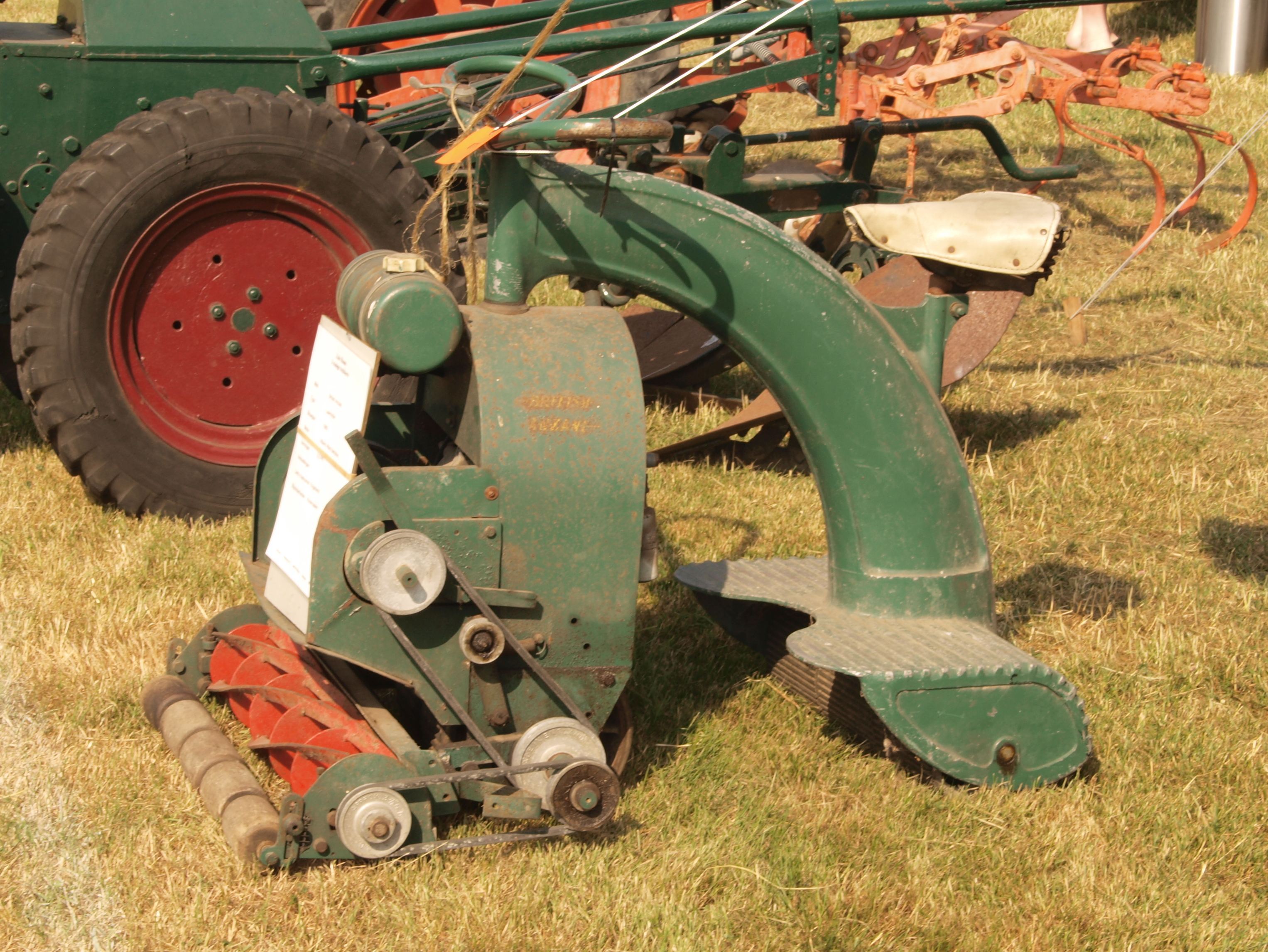
British Anzani Lawnrider

- British Anzani Lawnrider Easimow (48-кубова 4-тактна косарка із рухом без водія, шириною 14") для невеликих ділянок

На всіх бензинових косарках була встановлена гнучка система відбору потужності Heli-Strand, яка забезпечувала використання ряду додаткових інструментів, які приводилися в дію безпосередньо від косарки. До них належали: ланцюгова пила, кущоріз, кряжова пила, обрізна пила і роторна косарка. До асортименту додалася також перша електрична косарка компанії Whispamow - 14-дюймова двошвидкісна акумуляторна машина із вбудованим зарядним пристроєм. Компанія також виготовляла додаткове обладнання для нащадка Iron Horse - трактора Honda F30:
- Heli-Swift 30 - це 20-дюймова приставка-косарка з пасовим приводом від трактора, вартістю 35 фунтів стерлінгів
- Foldakart - важкий візок, призначений для транспортування косарки

## Компанія British Anzani Group
У 1961 році British Anzani купили компанію, що називалася Maidstone Sack & Metal Company, яка належала підприємцям братам Фолл (Джеральду і Стенлі), які потім повернули її назад, викупивши British Anzani і перетворивши її на British Anzani Group. Нова компанія розширила сферу діяльності не тільки переробкою металобрухту, але й переробкою паперу, видобутком, цивільною інженерією, будівництвом нерухомості та складських приміщень. Деякий час вони були дуже успішними і мали понад 200 співробітників, але високі процентні ставки та ринок нерухомості наприкінці 1970-х років призвели до закриття компанії. До 1973 року (коли помер Чарльз Харрісон) залишки виробництва підвісних двигунів British Anzani перейшли до складу Boxley Engineering з Мейдстоуна, що в Кенті, де продовжувалось виробництво моделей 30 (Pilot, 3 к.с.) та 50 (Super Single, 5 к.с.). Однак до 1979 року виробництво цих останніх двигунів Anzani повністю припинилося.
British Anzani Group остаточно була ліквідована в 1980 році.

## Відродження марки
Торгова марка "British Anzani" була перереєстрована в 2003 році, а у 2006 році - як компанія Anzani Ltd. Компанія постачає класичні запчастини через Dolphin Engines з Лонсестона (Корнуол) і планує повернення до автомобільної, морської та транспортної промисловості з продукцією, розробленою Бо Золландом.

## Продукція компанії

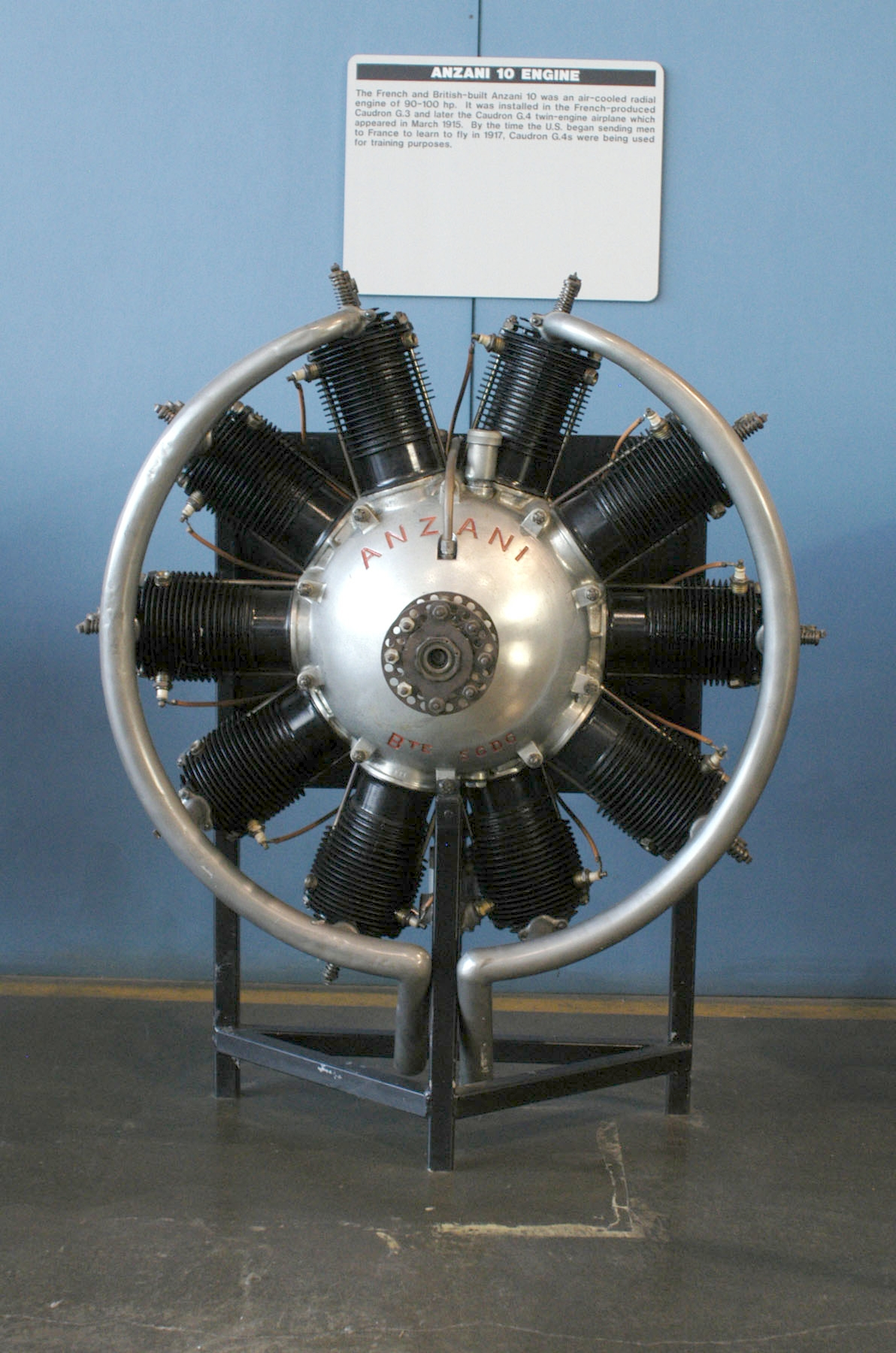
10-циліндровий двигун Anzani

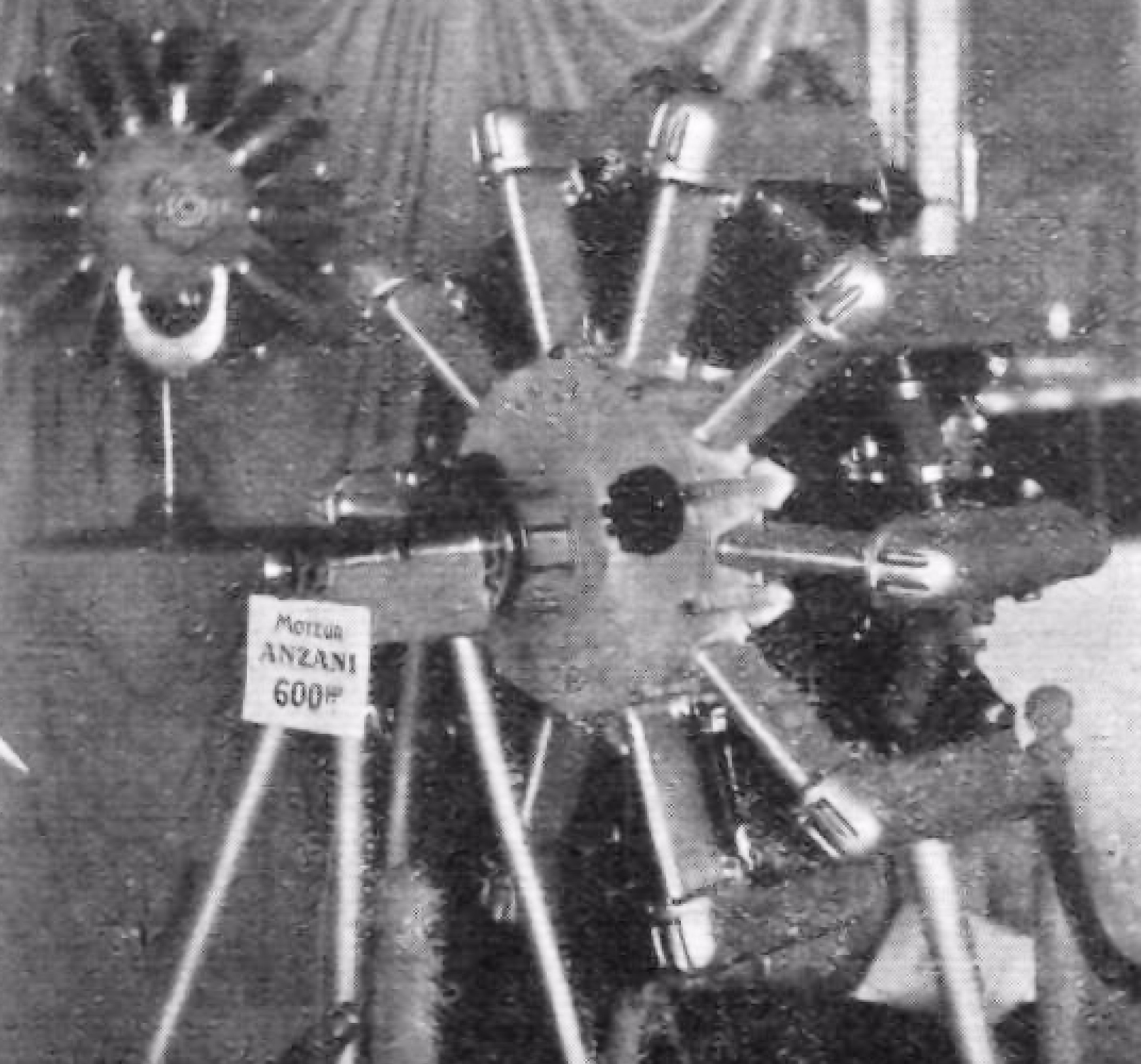
20-циліндровий двигун Anzani з рідинним охолодженням

### Авіаційні двигуни
- Anzani 3-циліндровий пропелерний, 10-12 к.с., 3.35" x 3.35"
- Anzani 3-циліндровий пропелерний, 12-15 к.с., 3.35" x 3.94"
- Anzani 3-циліндровий пропелерний, 25-30 к.с., 4.13" x 5.12"
- Anzani 3-циліндровий пропелерний, 30-35 к.с., 4.73" x 5.12"
- Anzani 3-циліндровий пропелерний, 40-45 к.с., 5.32" x 5.92"
- Anzani 3-циліндровий пропелерний, 45-50 к.с.
- Anzani 3-циліндровий Y-подібний (радіальний), 30hp
- Anzani 4-циліндровий V-подібний, 30-35 к.с. (з рідинним охолодженням) при 1600 об/хв
- Anzani 4-циліндровий V-подібний, 60-70 к.с. (з рідинним охолодженням)
- Anzani 5-циліндровий радіальний, 45 к.с.
- Anzani 5-циліндровий радіальний, 60 к.с.
- Anzani 6-циліндровий радіальний, 45 к.с. при 1300 об/хв
- Anzani 6-циліндровий радіальний, 70 к.с.
- Anzani 7-циліндровий радіальний, 95 к.с.
- Anzani 10-циліндровий радіальний, 100 к.с.
- Anzani 14-циліндровий радіальний, 160 к.с.
- Anzani 20-циліндровий радіальний, 200 к.с.

### Підвісні двигуни
- Minor
- Super Single
- Jet
- Sports Twin
- Unitwin
- Pilot
- Seamaid
- Startwin
- Supertwin 15
- Fleetwin 20
- Triton
- Magnatwin
- Dinghy Motor

- Model 65
- Model 180
- Model 400

### Косарки
- Lawnrider
- Ridamow
- Powermow
- Easimow
- Heli-Swift 30

## Список автомобілів Anzani
- 1923 - Anzani 750cc
  - Anzani 1098cc